# 华为
华为技术有限公司，通称“华为”，是1987年由任正非创立的科技企业，总部位于中华人民共和国广东省深圳市。华为初期专注于制造电话交换机，现在的业务以研发和制造通訊裝置、消費電子產品为主，华为还涉足软件开发、设计生产集成电路、光伏和电动汽车等领域。
华为在全球拥有21个研发机构，36个联合创新中心及14个研究机构（分布在中国大陆境外十余个城市），每个研究所设有2-4个研发中心。2020年研发费用为1,647亿人民币，位列全球第三。截至2023年，华为拥有超过207,000名员工，其中约有114,000人从事研发工作。
华为在170多个国家和地区提供产品和服务。截至2011年，华为为全球最大的50家电信运营商中的45家提供服务，建设了1500多张网络，服务全世界三分之一的人口。2012年超越爱立信，成为全球最大的电信设备制造商；2018年曾超越苹果公司，成为全球第二大智能手机制造商，仅次于三星电子。2022年财富世界500强榜单中，华为位列第96名。
在中美贸易战的背景下，华为在中国大陆以外受到诸多指控。例如可能与中国政府分享情报、进行黑客网络攻击、违反美国对伊朗的制裁、拥有中国政府、军方背景，等等。华为辩称，美国政府等批评者并未提供间谍活动的证据。2019年，華為公司受到美國全面制裁，限制其与美国公司的业务往来。2022年11月，美国联邦通信委员会以“国家安全考虑”为由禁止销售或进口华为生产的设备。印度、越南、日本、五眼联盟成员国以及十个欧盟国家也禁止或限制华为产品。
受美国制裁等因素的影响，华为近年在一些领域营收下滑。为此，华为不得不轉向鸿蒙操作系统、雲計算、数字城市、車用技術等等其他领域作為新盈利點。2019年6月，华为圣克拉拉研究中心裁员，任正非表示将该研究中心迁至加拿大。2020年，华为将子公司荣耀终端出售给深圳市政府的国有企业，以“确保其生存”。2021年，华为的研發投入一度超过营收的20%，是2010年的9倍。华为沒有放棄通訊與企業业务本業，繼續開發佈局6G技術預研。

## 名称
据华为创始人任正非在一次媒体采访中透露，当时任正非注册公司时想不出名字，之后任正非看到“中華有为”标语后，觉得“这个标语响亮”，于是他借着“中华有为”的灵感，以“华为”作为公司的名称。但是任正非认为“华为”这个名字起得并不好，因为“华为”的发音是闭口音。后来，华为内部也出现了是否更换公司名称的争论，任正非之后决定不更换其名称。

## 历史

### 创立期（1987年—1993年）
1987年9月，刚从国企南油集团辞职的任正非与五人合伙，以“民间科技企业”的身份成立“深圳市华为技术有限公司”，经深圳市工商局批准获得注册，注册资本2.1万元，员工14人:489:5。在华为创立前，中国大陆电信网使用的设备主要依赖进口，在业内流传着“七国八制”（产品主要来自7个国家，涵盖8种制式）的说法，造成了互联互通的复杂性和通话质量低下。当时为了加快经济建设，国家鼓励邮电通信技术改造，提倡“市场换技术”。尽管这一政策加快了电信基础设施的建设，但客观上也导致了电信网设备一直依赖进口，形成垄断:58、488。
创立时的华为虽然名为“技术公司”，但最初做的是贸易生意，在初创期还卖过减肥药，任正非还派人调研卖墓碑，最终均行不通:5-6。另有资料记载，华为最早注册的经营范围是任正非自己研制的“气体悬浮仪”的开发:64。之后任正非经辽宁省农话处一位处长的介绍，代理香港鸿年公司的HAX交换机产品，靠中间的价格差获利。其代理的的交换机质量比国产的好，但价格较进口便宜，因此具有一定的竞争力:59:5-6。1989年，华为从国营单位购买散件，打着华为的品牌自行组装BH01型交换机，这是华为自主研发的首个产品。但是该产品是一台24口的用户交换机，属于低端机，只能在小型的医院、矿山使用。翌年，华为立下了要在最短的时间内自主研发的目标，否则客户就要退款，导致公司资金断流及倒闭:13。同年，原华中理工大学研究生郭平及其同学郑宝用（任职前放弃清华大学博士学位）加入华为，同时研发出HJD48型交换机:16。1991年，华为推出了BH03型交换机，其电路板的设计和话务台软件都是自主研发，并在同年底完成了各项测试，通过原中华人民共和国邮电部的验收，同时取得了进网许可证:13-14:41。之后，郑宝用带领团队研发出了HJD-04500型交换机:49。1992年，凭借HJD48系列的交换机产品，华为销售额突破1亿元。同年华为研发出第一台局用交换机JK1000，为纵横式（半数字半机械）局用交换机。而在当年，上海贝尔已经有了数字交换机，华为发现科研力量已经明显不足，决定大量招人。在研制2000门数字程控交换机的同时，华为还成立了万门交换机的项目组。JK1000在1993年上市后也存在一些质量问题，其中以电源的防雷问题最为严重，还有一些是偏远地区使用时出现故障频发的现象。此前华为在报纸上刊登交换机具备防雷击的能力，但仍收到了来自用户关于在打雷时发生事故的投诉。1993年下半年，华为维修团队在全国的各个乡镇走访，将上述发生的问题一一解决，由此重新赢得了用户的信任:62:24-25、30:49、52。
华为在1992年确立了万门交换机的研发方案，同时为了吸取此前交换机暴露出的问题的教训，华为还分析了系列防护标准，之后华为选择与中国内地厂家合作开发防护器件。1993年9月，华为C&C08交换机研制成功，10月在浙江省义乌市进行测试，但在测试期间也遇到了一些技术问题，最终在项目组的群策群力下，问题得以解决:68-69:45。在C&C08交换机研发期间，由于华为将全部资金投入到该产品的研发，贷款回收太慢，现金流出现问题，且员工连续数月没有发工资。最终，华为公司收到了一笔贷款，解决了资金问题。1993年中，华为进入迅速膨胀期，再次陷入资金危机。为了维持公司运作，华为公司向一些大型企业筹借利息高达30%的高利贷:174-175。

### 发展期（1994年—2010年）
在C&C08交换机研制成功后，华为在1994年至1995年间大规模投入生产C&C08A型机。由于C&C08A型机功能比进口设备要多，价格也只有同类产品的二分之一，且定位明确，迅速获得市场反应，因此在较短时间内，C&C08取得了当时一大半的农村市场:52。之后，华为推出了C&C08C型机，使华为实现了对市话的突破，成功进入城乡市场。而C&C08系列成为华为第一个大规模进入电信市场的产品，上市后即受运营商客户的好评，也由于这一原因，华为在1994年销售额达8亿元，到1995年銷售額達15億元，此后以每年超过100%的速度增长，到2003年收入超过千亿元。C&C08系列成为全球销量最大的交换机，同时结束了中国通信史上安装电话难、费用贵的历史:53、55。创立初期，华为通过单一产品的持续开发与生产，以“农村包围城市”作为销售策略，以低成本的方式迅速抢占市场，公司规模不断扩大。
1995年，华为销售额达到15亿元，员工人数也达到800人，成为中国电子行业百强排名第26位的民营企业。但由于中国国内电信设备市场的总体发展速度放缓，华为在传统的程控交换机领域的利润被吞蚀，面临着空前的竞争压力，而市场需求也开始出现多元化。同年，华为开始移动通信领域的研发，由此产品进入多元化时代:491。
1994年8月，华为组成了十余名工程师的ETS（一种无线通信技术，主要用于农村通信）项目组，着手ETS系统的研发。翌年，华为与深圳某企业签订合作协议，协议明确华为第一代ETS系统软件由华为研发，基站及手机由深圳某企业生产。1995年下半年，ETS被不少省市区电信局选用，但是ETS也面临了许多问题，如设备故障、电话无法接通、通话质量差、断线严重等问题，影响了华为公司其他产品的发展。尽管双方通过分析对相关问题进行了处理，但由于深圳某企业在查找自己的问题上采取的消极态度，又一直回避提供产品技术资料，且产品质量迟迟没有改善，还违约与中兴通讯、鸿年、赛格等进行相同产品的合作，最终双方合作失败，此后，华为开始自主研发ETS系统。一年后，第二代ETS系统研制完成。经过多次的实验证明，该产品在各种环境下都能满足技术要求。ETS在进入市场后取得成功，后华为在第二代ETS的基础上，采用新技术推出更低成本、更高性能的第三代ETS，使华为在ETS领域位居同类产品技术领先地位，更成为中国农村“村村通电话”的主要解决方案，赢得市场口碑。在1998年中国水灾期间，华为向灾区捐赠了ETS设备:70:141-145。
在ETS研发期间，华为还组建了CT2项目组，于1994年8月与广州电信局签订CT2公众网络的合作协议，但却面临了RF射频的调试问题。之后华为搁置了这一项目:145-146。项目搁置后，华为又上马了DECT技术，于1997年8月测试完毕。然而中国无线电管理委员会不给予华为非中国频段的DECT系统市场准入证，至此华为又搁置了项目:141-145。
1995年，华为开始了无线领域的产品研发，先期使用GSM协议。翌年5月-8月进行了GSM的系统设计，1997年9月开始系统联调，9月5日华为打出了GSM系统的第一通电话，该系统为中国第一个拥有自主知识产权的GSM系统。而华为原总部所在的深圳科技园华为用服大厦，上面也挂起了华为GSM系统的天线:152-153。同年，华为还申请研发GSM手机，但遭到任正非的反对。当时为了发展自主的知识产权手机终端，原中华人民共和国邮电部主动请示华为自主研发和生产手机产品，并向其发放手机生产销售牌照，后被任正非拒绝。此后华为无线业务部多次提交了手机项目的报告，但均被否定:315。当时任正非曾提出“华为一辈子都不会做终端”。这一项目的否决也令华为错失了手机研发的黄金机会。
处于发展期的华为与巨龙通信、大唐电信、中兴通讯并称为“巨大中华”，是中国通信产业崛起的标志:76。在IT泡沫之前，华为是一間籍籍無名的公司，但從IT泡沫之後，該公司以中國為據點急速成長，快速吸引各界注目，市場不局限於發展中國家。1996年-2000年为公司高速发展期，年销售额从26亿元人民币跃升至220亿元，以29亿元的净收入位居全国电子百强首位:318。1999年，华为交换机、接入网、传输、智能网等产品在中国内地的市场份额均位居首位:349。
1998年，华为开始了WCDMA商用系统的研发，推出WCDMA无线本地环路系统，1999年推出GPRS全套环路系统，2001年进行WCDMA外场试验:96。2000年，华为和摩托罗拉合作，做后者的原始委托生产，但产品贴上摩托罗拉的商标出售，为华为独立生产手机迈进了一步。
2001年，华为加入国际电信联盟。同年，任正非开始反思对华为终端项目的固执。在2001年10月举行的“华为2001-2002年公司管理十大要点”会议上，任正非承认自己过去在三个项目上犯了决策失误，分别是CDMA、PHS和手机终端，并向参会的高层干部道歉。2002年，华为U1终端原型机在上海金茂大厦与3G基站联调成功:315-316。
2002年10月，在任正非召集的华为无线产品线讨论会上，华为3G业务小组表示应尽快立项3G手机，但很快遭到任正非的否决。同年底，华为正式召开手机终端的立项讨论会，任正非宣布指派纪平花10亿元人民币从事手机业务，并指出华为要专门组建独立公司从事手机业务，独立运作:343-346。在IT泡沫破灭后，加上中国内地电信网投资萎缩以及华为在无线领域上的三大失误，导致公司面临客户需求萎缩的状态。为此，华为在2002年成立运营商解决方案部，以运营商客户需求为导向设计解决方案，而不再是单一出售产品。2003年11月，专注于手机业务的华为终端公司成立，两公司的成立填补了华为无线解决方案的死穴:348、352。同年，华为与美国3Com在杭州成立合資公司，專注於中低端数据通信产品。该公司在2006年成为3COM公司全资所有的企业，同时更名为“华三通信”。
2003年，思科系統公司起诉华为侵权，但訴訟最后以和解告终。同年9月，华为完成了与主要3G设备供应商、手机厂商的兼容性测试。至2004年，华为拥有GSM、WCDMA、CDMA2000和TD-SCDMA的全套解决方案，也与爱立信、北电、NEC、西门子缔造CPRI联盟，推进3G标准化，先后成为3GPP和3GPP2的成员，参加了CWTS WG4组织的CDMA演进讨论及其相关标准的起草工作。该公司还参与了中国3G标准化组织CWTS的WCDMA标准的研究和制定，与传输所合作起草了MTNET (Mobile Test Net）实验网系列规范，由此华为成为全球3G市场上的重要参与者:97。2004年，华为在香港推出3G手机U326、U626、数据卡E600。至2005年华为推出多款数据卡产品，凭借外形小巧、即插即用的特点深受消费者好评:381。
至2007年，华为在光传输网络、移动及固定交换网络、数据通信网络几大领域内拥有较强实力，并在全球电信市场与爱立信、阿尔卡特、思科等公司展开激烈竞争。2008年，华为推出了第一款桌面云产品，为华为首个云计算产品，但并未进入市场。直至2010年华为宣布启动云计算战略:100。
2009年2月，华为在西班牙的世界移动通信大会上首次展示了其首款搭载Android系统的智能手机，华为成为中国大陆第一个推出Android智能手机的厂家:395-396。同年2月10日，华为与沃达丰签署加深双方战略合作伙伴关系的协议，提出双方将携手LTE技术的开发研究。
2010年，华为推出了全球首部支持HSPA+网络的U8800智能手机、全球首款Android2.2的智能手机IDEOS。但当年华为智能手机出货量仅有500万台，与当年拥有4660万部出货量的苹果和三星相差甚远:396。同年12月3日，任正非组织召开座谈会，对终端业务重新进行了定位:399。

### 成熟期（2011年至今）

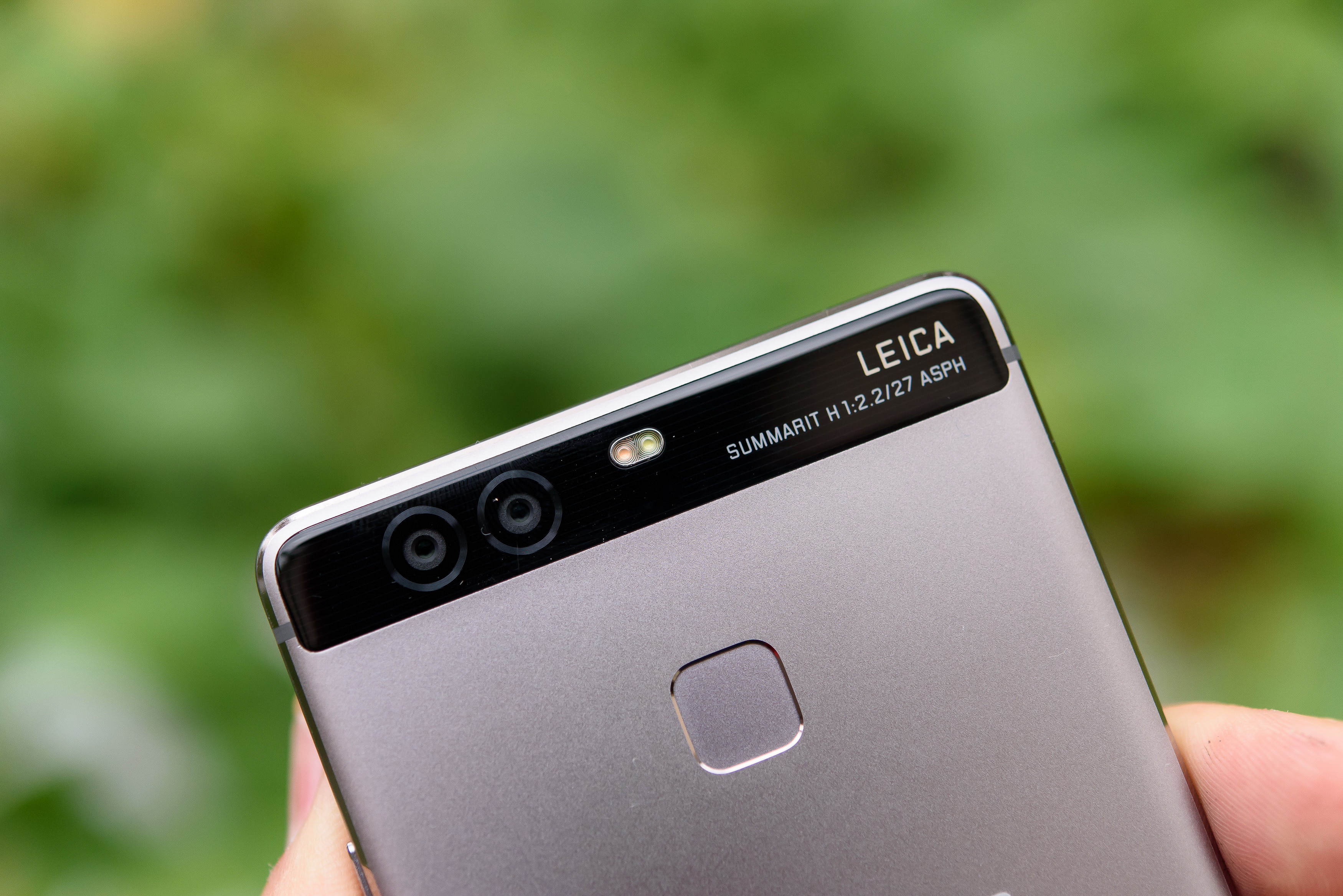
華為P9是全球首部與徕卡共同研發的智能手機

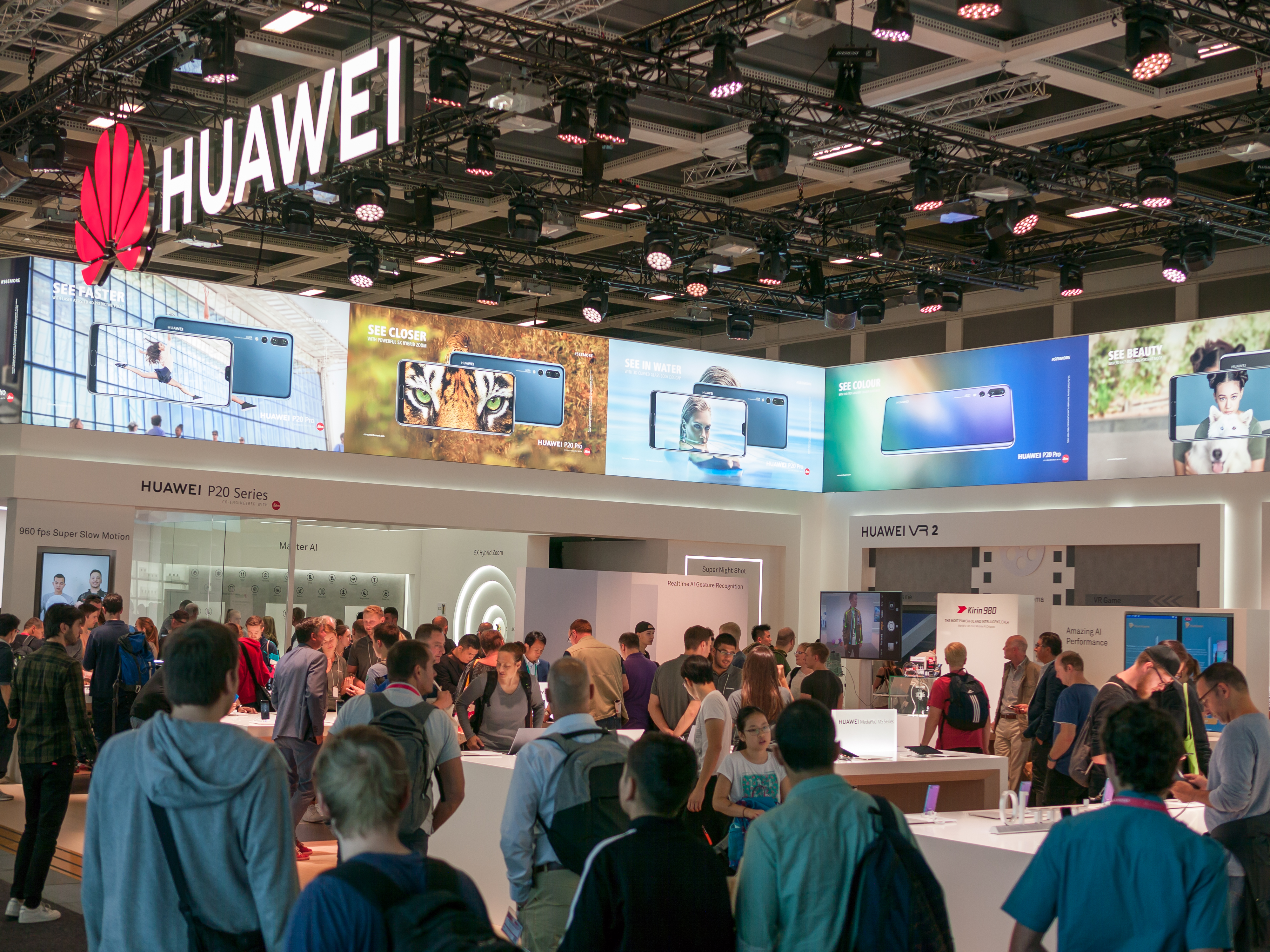
2018年柏林国际广播展展台

2011年10月，华为推出第一代荣耀手机，以小米手机为主要竞争对手，但销量并未达到理想水平。2013年12月16日，荣耀品牌开始开始独立运作，成为华为转型、二次创业的重要标志，年销量超过7500万部:323。截至2014年，华为已加入全球177个标准组织和开源组织。
2015年12月底，华为宣布其智能手机出货量突破1亿台，是2010年的30倍，为首个智能手机出货量突破1亿台的中国大陆手机厂商，成为仅次于三星和苹果的全球第三大智能手机厂商。据统计，华为手机在中国和欧洲市场的销量有明显增长，在中高端市场也处于稳居地位:325。
2016年4月，德國公司徠卡相機與華為建立了合作關係，徠卡相機將與華為智能手機共同設計，包括P和Mate系列。華為P9是全球首部由華為與德國相機廠Leica參與共同研發的智能手機。
2016年11月17日，國際無線標準化機構3GPP第87次會議在美國拉斯維加斯召開討論手機5G標準，中國華為主推PolarCode（極化碼）方案，美國高通主推LDPC方案，法國主推Turbo2.0方案，最終短碼方案由華為極化碼勝出。
2017年9月，华为利用物联网、云计算、大数据和其他下一代信息通信技术，建立了“一网、一平台、多应用”建设模式，创建基于窄带物联网运作的城市感知网络。未来，华为将成为世界五大云计算公司之一。
2019年2月1日，華為與加拿大卑詩省ABC電訊公司宣布一項合作計劃，華為將使用多输入多输出（Massive MIMO）技術為內陸城鎮拉克拉亞什進行高速互聯網先導計劃，提高郊區上網速度，承諾速度達每秒100MB。
2019年5月23日，在第21届下一代光网络论坛（NGON，Next Generation Optical Networking）上，华为凭借全光网2.0（Optical Networking 2.0， ON2.0）解决方案荣获全球光网络领域“最佳全能设备商（Best All Rounder）”大奖。
2019年9月，與韓國眼鏡潮牌Gentle Monster合作推出智能眼鏡。
2019年11月，華為聯乘法國高端音響品牌Devialet推出Sound X智能音箱。
2020年1月，華為宣佈將會與荷蘭公司TomTom合作，為未來的手機以及平板電腦提供地圖以及導航功能。
2020年12月16日，华为正式发布HarmonyOS 2.0手机开发者Beta版本。
2020年12月21日，华为消费者业务CEO余承东在华为发布会披露华为智能家居战略，推出全屋智能ALL IN ONE解决方案。
受到美國制裁影響，華為在中国之外的销售额明显下降。2020年第四季度，華為的收入罕见下滑。
2021年4月22日，赛力斯与华为正式达成合作，共同推出赛力斯SF5电动SUV。
2022年7月2日，华为推出移動影像品牌——华为影像XMAGE。
2023年8月30日，华为首次在没有举办新产品发布会的情况下，直接在中国大陆地区上市销售智能手机Mate 60系列。这款手机出厂搭载HarmonyOS 4.0操作系统，使用海思自研的麒麟9000s处理器和采用等效7纳米工艺，并支持5G网络性能。

### 境外发展

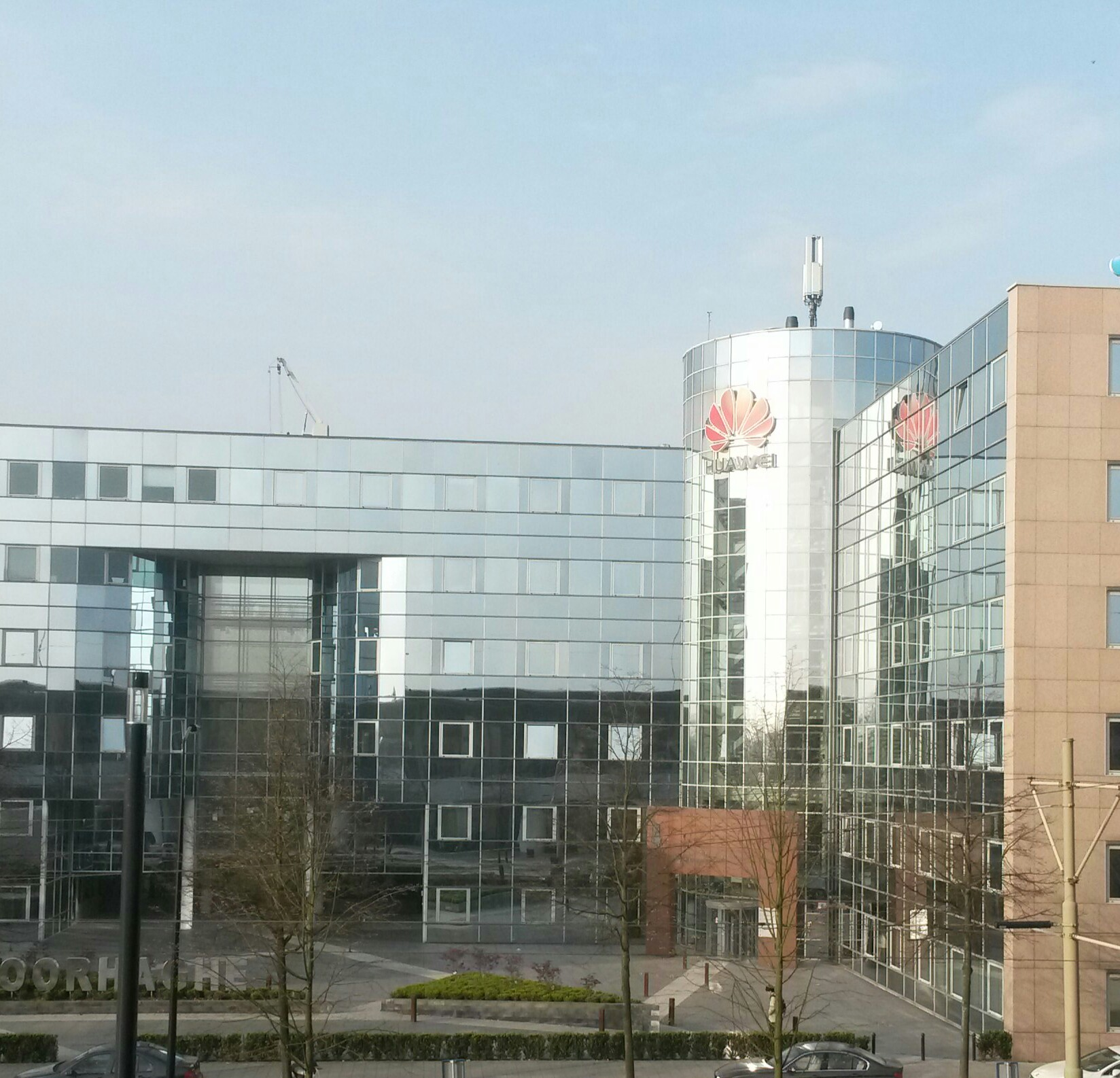
在荷蘭沃爾伯格的華為辦公室

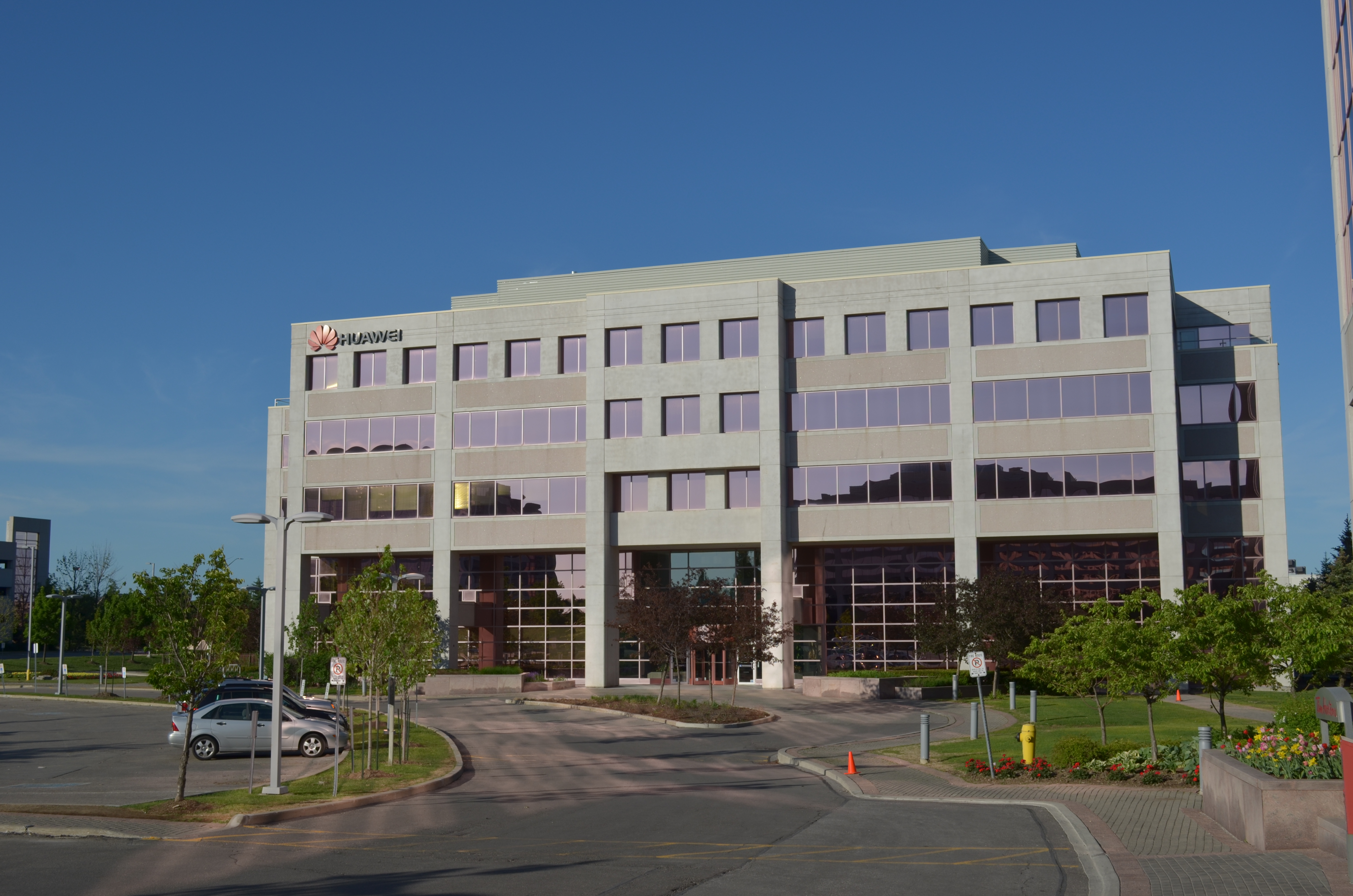
在加拿大安大略的華為辦公室

华为在1995年开始布局进军国际市场的计划，在1996年华为发生“市场部集体大辞职”事件后，任正非开始谋划加速进军海外市场的进程:113-114。1996年，华为与香港和记电讯签约，双方约定在3个月内构建一个总投资额为3600万港币的综合性商业网，成为当时华为自创办以来最大的一笔订单，也使华为走向全球化迈进了第一步:115-117。2003年华为与香港运营商SUNDAY宣布，华为成为SUNDAY设备的独家供应商，与SUNDAY合作共建香港WCDMA网络。但由于贷款到期无力还款，华为拿下对方资产，为SUNDAY付出17.08亿元的贷款，同时增持SUNDAY股份，成为SUNDAY的第二大股东。2005年10月，李泽楷收购电讯盈科并对SUNDAY私有化，电讯盈科出资SUNDAY提前将其对华为的借款还清:355-357。
1997年4月8日，华为与俄罗斯的合营公司签约合同，成立贝托华为，负责生产交换机和其他设备，由此华为进入俄罗斯市场。华为在俄罗斯开展业务初期，仅获得了12美元的订单；之后华为在2000年中标乌拉尔电信交换机和莫斯科MTS移动网络项目，2002年取得了长达3797公里的彼德堡到莫斯科320G光传输干线订单:249-250:120-121。1999年，华为在印度班加羅爾設立研發中心，2000年在瑞典斯德哥尔摩建立第二个海外研发中心。
除了继续开发中国周边国家和地区市场之外，华为还积极开发发展中国家市场，2002年开始主攻非洲市场:250。1998年4月，中国政府向乌兹别克斯坦赠送了华为的交换机，在当地电信网运营；2000年乌兹别克斯坦政府批准华为5款产品进入当地电信网使用:256。2004年，华为与沃达丰合作肯尼亚的智能网的改造与升级工程，成为华为在非洲的第一笔订单。之后华为在毛里求斯建立非洲第一个3G商业局，在南非建设最长的通信管道:126-127。中东方面，华为承建了阿联酋电信3G网络，于2003年正式投入商用，是全球第一个投入商用的WCDMA网络:360。华为后在2007年与沙特科技城签订合同，将产品打入当地市场，沙特也成为华为在中东地区主要的市场:132。
在拉美国家方面，华为在1999年于巴西开设了拉丁美洲首家海外代表处，但由于巴西长期只采购欧洲厂家的产品，且对于华为公司闻所未闻，因此非常排斥。一直至2004年，华为与巴西CTBC合作建设新一代移动通信网络，是华为在拉美的首个合同。至2013年，拉美成为华为业务增长最快的海外市场，同时拥有除亚洲以外的雇员:127-128。
在欧美国家方面，华为在1997年，与南斯拉夫邮电部进行第一次洽谈，但谈判遭到失败:135。2000年，华为光网络产品进入德国、法国电信网，标志着中国光网络产品达到世界领先水平:251。2003年，华为准备进入英国市场，之后于2005年成为英国电信首选的21世纪网络供应商。后华为决定与英国INQUAM合作，在葡萄牙建立CDMA网络，还提出了廉价的产品解决方案。华为设备报价只有欧美企业的三分之一，还提供同步国际漫游、多媒体视频聊天、PTT、无线公话等端到端的服务。之后华为以低价优势，进入德国、法国、西班牙和英国市场，在欧洲逐步树立了名声:136-137。在美国，华为在1993年即在硅谷建立芯片研究所，1999年在达拉斯建立研究所，2002年建立全资子公司Future Wei，向当地企业销售宽带和数据产品:251-252。2008年，华为首次在北美大規模商用UMTS/HSPA網絡，為加拿大運營商Telus和Bell建設下一代無線網絡。2010年4月，华为在加拿大渥太华开设其加拿大的第一个研发中心，后在2011年1月与加拿大Wind Mobile签订合作协议。由于加拿大与美国不同，没有设立“国家安全审查”，因此华为已经顺势进入加拿大市场:258。
在大洋洲国家方面，华为与Optus在2008年5月成立移动创新中心，为工程师提供研发场所，以便将“无线和移动宽带”概念开发成“面向市场”的产品。
华为通常会采取低价策略，因而受到世界各地客户的青睐，从而加大竞争优势:132。截至2017年，华为业务遍及全球170多个国家和地区，服务全世界1/3以上的人口，且已在全球十余个城市与30多家运营商进行5G预商用测试，性能超越国际电信联盟要求。华为也成为了197家世界500强企业、45家世界100强企业的忠实供应商。2020年10月，瑞典政府禁止使用華為及中興的產品參與5G頻譜拍賣，其後華為上訴。瑞典法院於2021年1月駁回有關華為的上訴申請。

## 公司事务

### 总部
华为公司成立时，总部设在深圳市南山区南油新村内的一个居民楼:5，1989年总部迁入深意工业大厦:20，1990年代末，公司总部再迁入深圳科技园，所在大楼一度称为“华为用服大厦”:153。目前，华为总部位于龙岗区坂田街道的华为深圳基地。
在2016年，有媒体报道称华为计划将总部由深圳龙岗区迁到东莞，之后在2018年再度传出华为公司总部迁址东莞松山湖溪流坡村。对此华为对上述消息表示否认，且华为在2018年4月4日与深圳市人民政府签署“扎根深圳，展望未来”合作协议，这也证明了华为公司没有搬迁的计划。目前，东莞为华为消费者业务的总部，与华为总部所在地深圳市龙岗区并为双中心。

### 股东构成
根据华为公司的说法，华为是“100%由员工持有的民营企业”:191。华为公司成立时，6人均衡持股各占六分之一的股份，资本金为2.1万元人民币:72。此后，股权进行了多次变更和扩张:185。目前，华为的唯一股东是华为投资控股有限公司。华为投资控股有限公司则拥有两个股东，其中任正非持股比例为1%左右，其余股份则由华为员工通过华为投资控股有限公司工会委员会持有。

#### 员工持股制度
华为于1990年实行员工全员内部持股制度，该股份以股权形式体现，每股1元人民币，不对外发行。每个营业年度，华为有关部门都按照员工在公司工作的年限、级别、业绩表现、劳动态度等指标，确定员工可以购买的股权数。这一制度的实施主要是解决公司资金紧张的问题。一些为了谋求发展的员工，纷纷购买了公司的股权。而公司的奖金也是通过配股实现，员工的所有奖金转为公司的内部股票，内部股每年会发放一次红利，自动滚入本金:183-184:72。华为内部股具体制度很复杂，即便是长期雇员也难以理解:184。2001年7月，华为公司通过股票期权计划，推出了《华为技术有限公司虚拟股票期权计划暂行管理办法》，翌年华为将内部股权制转为虚拟股权制:72。2003年华为投资控股有限公司成立后，华为公司原有的内部员工持股、期权激励都被平移至华为控股的平台。2008年，华为实行饱和配股制，即规定员工的配股上限，每个级别达到上限后，就不再参与新的配股，为给新员工保留发展空间。此外，华为的外籍员工无法购买虚拟受限股，因此自2013年起，华为推出奖励期权计划（TUP），使外籍员工也可以分享利润。该计划在2014年对中国籍员工推出。当员工从华为离职时，他们所持的股票会归还给公司，离职时由华为控股工会以当前价格回购。尽管华为持股员工获得一定的股息，但据报道，华为没有关于股息的信息。
根据2018年的统计，有96,768名的华为员工持有内部股。其中，30%优秀员工集体控股，40%的骨干员工有分量地控股，10-20%的低级员工、新员工适当参股:184。
然而这一制度也引来的一些人的争议。2012年6月，《财经》刊出华为的虚拟股权体系，形迹近于“非法集资”，更有甚者认为“是又一种骗局”。

#### 上市风波
在1998年前，华为创始人任正非多次表示不会选择上市，他曾指出“股票纯粹是‘不务正业’”。中国证监会曾多次与任正非商议，邀请华为在中国大陆上市，但均遭到拒绝。2002年，华为态度出现逆转，中国境外媒体首先发表了“华为正在积极筹备海外上市”的消息，摩根士丹利人员已经进驻华为总部，协助华为的上市事宜，但港媒透露上述问题还未最后敲定，而上市计划则不了了之。2014年6月16日，任正非首次公开解释不上市的原因，指出“华为的发展不缺资金，如果大量资本进入华为，就会多元化，就会摧毁华为20多年来还没有全理顺的管理”，“华为上市会造福一大批公司员工，这可能会让我们越来越懒惰，失去奋斗者的本质色彩”:193-194、196。而在2019年华为公司的财报发布会上，华为首席法务官宋柳平也表示“华为目前没有上市计划”。

### 管理模式与组织架构
华为公司成立初期，仅设有四个部门，分别是总部办公室、市场部、制造部和总工办:103。且创立初期采用的是直线式（也称纵向式）的管理模式，即一个项目经理带着多名工程师做项目。由于公司规模的不断扩大，直线式管理模式已不再适合华为。于是，从事数字交换机研发工作的郑宝用准备采用矩阵式的管理模式，将这一管理模式投入到研发系统，随后华为在各个业务部门中开始实行矩阵式管理:177-178。1998年年初开始，华为选择性的进行事业部制试点，组建了多个事业部。2003年，华为再度调整组织架构，将集权化的公司组织向产品线、准事业部转变。向2005年华为通过人力资源管理委员会、财经管理委员会和产品战略综合评审委员会对事业部进行控制，后成立七大片区，拆分为20多个地区部:27:177-179。2011年，华为根据客户对象将公司分为三大业务集团（Business Group, BG），分别是运营商BG、企业BG和消费者BG。2017年5月，华为成立云服务业务部（Cloud BU），同年9月升格为一级部门，与产品与解决方案部、运营商BG、企业BG、消费者BG并行，形成现在的业务布局。
目前华为公司的组织架构由上至下分别是股东会－董事会、监事会－四大委员会－首席执行官、集团职能平台、五大一级部门（业务集团）及周边部门－区域组织。2007年华为重新布局组织架构，将地区部升级为片区总部，在全球设有7大片区，分别是：中国区、亚太片区、拉美片区、欧美片区、南部非洲片区、独联体片区和中东北非片区，各片区下还设有代表处驻扎在各国家，每个国家设立一个销售代表处。也有规模较大的国家设立一个地区部，分设几个代表处。在代表处工作的员工同时受所在代表处及所属体系部门双重领导。目前，华为在海外设立了22个地区部、100个分支机构:32，在全球亦设有多个运营中心和资源中心:27。
华为的管理模式采取的是中西融合的模式，在管理上参考了中国共产党的制度，如民主生活会、自律宣言、整风大会、思想政治教育、群众运动、干部公示制度、“作风八条”、廉政信箱、道德遵从委员会等:384、386:216、255。1997年任正非访问IBM后，他也将IBM的管理制度引入到华为的管理体系，逐渐打造出属于自己的一套管理体系。同时，华为还引入美国Hay公司的薪酬和绩效管理制度:177。另外，华为于1995年筹划《华为基本法》，作为华为的“管理大纲”，1998年3月审核通过:188。

### 子公司与投资
华为公司拥有一些子公司，包括海思半导体有限公司、消费者业务（原终端公司）、华为数字技术有限公司、华为软件技术公司、安捷信电气有限公司、深圳慧通商务有限公司、华为大学（成立於2005年）、华为赛门铁克科技有限公司及华为海洋网络有限公司等。
在合资公司方面，华为早年与各地的邮电系统单位合作组建公司，1993年正式组建了莫贝克公司，1996年更名为华为通信，专注于大型电源的生产，独立运作:87、90、92。后来，由于不再生产华为电源以外的产品，故该公司又更名为华为电气。1999年，任正非决定出售华为电气，之后经过股权结构调整，华为电气更名为安圣电气，2001年安圣电气被艾默生电气公司收购:92-94。1998年，华为与各地电信局、政府以“共负盈亏、共担风险”为原则，在全国各地组建多家合资公司，目前上述合资公司均已结业:125-127。
2003年，华为与美国3Com在杭州成立合資公司，專注於中低端数据通信产品。该公司在2006年成为3COM公司全资所有的企业，同时更名为“华三通信”。
2005年，华为与西门子组建鼎桥通信技术有限公司，总投资额1亿美元，华为持股比例为49%，主要负责TD-SCDMA设备的研发、销售和服务:186。
2007年12月11日，华为与全球海事系统有限公司签署合资协议，成立华为海洋网络有限公司。2018年12月18日，华为海洋正式投入运营。2019年6月2日，亨通光电表示，正在筹划通过发行股份及支付现金的方式，购买华为持有的华为海洋51%股权。
2008年，華為與赛门铁克合資成立存储与网络安全解决方案提供商华为赛门铁克科技有限公司。2011年，华为出资买下赛门铁克所持股份，成为华为的全资子公司。
2010年，华为软件技术有限公司与朗新信息科技有限公司合资成立北京华为朗新科技有限责任公司，由朗新董事长徐长军任合资公司的董事长。
2019年6月，华为宣布以5000万美元收购俄罗斯面部识别科技公司Vocord。
2023年3月，台湾《电子时报》的报道指出，华为通过哈勃投资向关系紧密的国企鹏芯微持续积累半导体设计与制造实力，加快国产替代进程，并开始来台高薪延揽设计服务人才。另外投资的企业包括上海阿卡思微、九同方微、无鍚飞谱及立芯等EDA业者，天津瑞发科、聚芯微、杰华特微、欧铼德、锐石创新、瀚天天成、源杰、新港海岸、芯视界，以及安防领域CMOS影像传感器业者思特威等多家芯片设计研发业者。
虽然华为的主营业务为通讯设备，但由于业务扩展、厂区建设等原因，华为间接持有了数百万平方米的土地储备，截至2015年华为拥有714.2万平方米的土地。2015年6月8日，华为成立了“绿苑实业公司”，经营范围包括“地产投资和开发”，但有业内人士透露，该公司的成立主要是处理与华为东莞总部相关的物业服务事项:290、292。

### 领导层
华为高层管理采取委员会制，它将华为的高层管理者聚集在一起集体领导华为，并商讨华为的发展，同时避免权力的过于集中:180-181。2011年，华为实行轮值CEO制度，由郭平、胡厚崑和徐直军轮流担任首席执行长一职，该职务每六个月轮换一次。2018年3月，轮值CEO制度改为轮值董事长，轮换期限不变。
当前领导层于2018年3月选出，具体详情如下：
- 董事长：梁华
- 副董事长：郭平（轮值董事长兼）、徐直军（轮值董事长兼）、胡厚崑（轮值董事长兼）、孟晚舟（首席财务官兼）[d]
- 常务董事：余承东（消费者BG首席执行官兼）、汪涛（产品投资委员会主任兼）
- 董事会成员：梁华、郭平、徐直军、胡厚崑、孟晚舟、丁耘、余承东、汪涛、徐文伟（公司战略Marketing总裁兼）、陈黎芳（公共及政府事务部总裁兼）、彭中阳（总干部部部长兼）、何庭波（海思半导体总裁、2012实验室总裁兼）、李英涛（网络产品与解决方案总裁兼）、任正非（首席执行官兼）、姚福海（全球采购认证管理部总裁兼）、陶景文（质量流程IT总裁兼）、阎力大（企业BG总裁兼）
- 候补董事：李建国、彭博、赵明（荣耀品牌总裁兼）

### 僱員情況
截至2018年底，华为拥有18.8万员工，90%以上的员工接受过大学教育，员工平均年龄33岁，员工国籍达166个，以知识分子和青年人为主体:185。任正非曾在采访中透露将华为定位为一家“全球企业”，因为“超过70%的员工来自当地”。从人员结构来看，技术研究及开发人员占据最大，为46%；其余为市场营销和服务人员（33%）、管理及其他人员（9%）及生产人员（12%）:53。
华为实行职级制度，一般而言，本科和硕士毕业生进入华为职级为13级，博士为15级，每2年升一级。而17、18级一般是基层和中层管理人员，21-22级则为总裁、副总裁级别。2019年，华为下发了《关于对部分2019届顶尖学生实行年薪制管理的通知》，并招聘了首批八名顶尖学生。这八名顶尖学生全部为2019届应届毕业生，其年薪最低的为89.6万元，最高达201万元。华为员工的平均年薪为60万（2016年统计），其中年薪达百万的员工超过1万人，年薪超过500万的员工超过1000人。
华为公司创立初期没有人事代理权，因此华为公司早期的员工招聘主要以人才市场招聘为主:137。华为对所有新入职的员工实行严格的培训制度，包括军事训练、企业文化培训、车间实习技术培训和市场演习，总时长长达五个月:144。早年华为亦奉行“加班文化”，鼓励并提倡加班，然而在2001年时，华为不再提倡员工加班，员工加班须取得批准后才能加班:150-151。
华为公司还制定了员工行为规范，其中规定员工不得透露公司秘密，不得违反法律和制裁禁令，亦禁止使用礼物或其他诱因赢取客户。

#### 内部待遇
早年进入华为工作的员工会到总务处领取毛巾被、床垫，员工工作劳累时会在床垫上休息，休息后再继续加班:150:49:21，之后华为还实行分房制度:67。用餐方面，早年华为员工便与任正非一起用餐，任正非还曾带队到香港了解如何做好食堂服务。目前，华为的员工食堂提供不同的菜式，涵盖川、粵、湘、魯、淮揚等菜系以及各色麵食糕點，以满足来自各地员工的需求。此外，华为还为加班员工提供夜宵，同时提供班车接送:150:67。
而华为公司一直以“狼性文化”作为企业精神。据华为总裁任正非讲述，“狼性文化”的定义是：“发展中的企业犹如一只狼。狼有三大特性，一是敏锐的嗅觉，二是不屈不挠、奋不顾身的进攻精神，三是群体奋斗的意识”。这一企业文化也使华为鑄造出軍隊式管理的作風，让员工不分晝夜、環境地工作，如同996工作制。然而这一企业文化引来一些民众的不满。

### 科研

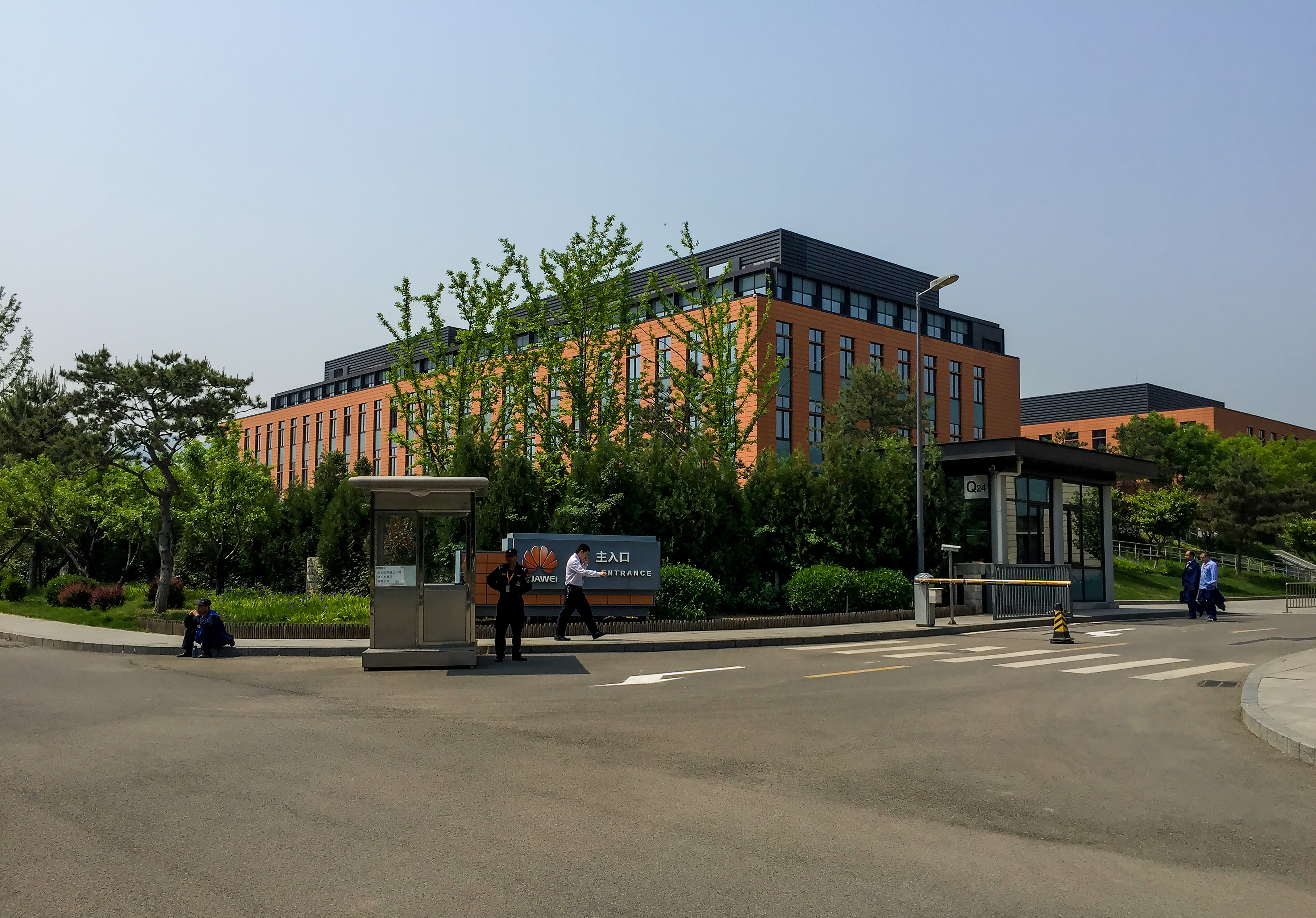
华为北京研究所

1995年，华为将分散在制造部、数字机组的研发人员聚集，整合公司的研发资源，组建该公司的研发部门，即“中央研究部”:106。同年，华为在北京成立北京研究所，负责数据通信业务的研发；1997年又成立了上海研究所，负责移动通信业务的研发:72。1998年，华为组建预研部，对具有前瞻性的产品及技术进行研发，由此启动了华为的预研工作:172-173。2011年，华为公司成立“2012实验室”、为华为创新、研究和平台开发的平台，也是构筑华为面向未来技术和研发能力的基石，研究范围涉及未来5-10年发展方向的多个新领域，包括机器学习、自然语言处理、5G等，下设中央硬件工程学院、海思、研发能力中心、中央软件院，香农实验室、高斯实验室、诺亚方舟实验室等:174-175。2016年9月，华为与徠卡相機达成进一步战略合作，设立麦克斯·别雷克创新实验室进行联合研发，研发领域涉及新光学系统、计算成像、虚拟现实和增强现实:186。截至2018年，华为在全球共设有36个联合创新中心及14个研究机构（分布在在中国境外十余城市），每个研究所设有2-4个研发中心。
华为每年会将营业收入中的约10%投入到科研工作。在2021年，华为研发费用为1427亿元人民币，占全年收入比重的22.4%。近十年来，华为投入研发费用总计超过8,450亿元人民币。根据2019年欧盟委员会公布的《2018年欧盟工业研发投资排名》，华为研发投入位居中国第一，世界第五。

### 知识产权
1994年，华为基于C&C08交换机平台技术，推出C&C08语音平台。在推出之后，该系统受到多家竞争对手的抄袭，甚至多家竞争对手反驳为自己率先推出，因此陷入纠纷，之后多方论证华为率先发明了语音邮箱系统。为此，华为于1995年在研发部内成立知识产权部门，负责知识产权保护，并颁布《华为公司科研成果奖励条例》，之后华为在新产品立项研发时专门加入了知识产权的评审。华为于1995年提出6项中国发明专利申请，1997年更在美国首次提出专利申请（2000年赋予专利权），1999年提出首件PCT国际专利申请，2001年在欧洲提出专利申请:149-151。
2002年，华为在中国的专利申请量突破1000件，成为中国专利申请最多的企业，连续位居第一位:151；据中国国家知识产权局数据，2018年，华为在中国的专利授权量位居首位。2008年，华为在全球共提交1737件专利申请，从2007年的第四位跃升为递交申请最多的公司:151。截至2011年2月，华为共在全球范围内申请了49,040项专利；2014年，华为在全球范围内申请了3,442项专利，居全球第一。2017、2018連續兩年成為全球年申請專利最多的公司。据统计，华为申请的专利中，九成以上是发明专利:152。

### 業務記錄
华为并非上市公司，并无向外披露财报的义务，但是其也会主动公布一些数据（经会计师事务所审计后）。从2000年开始，华为聘用毕马威作为独立审计师。
2010年，华为年销售额218亿美元。华为于当年首次进入财富世界500强，并保持至今。
2012年的销售收入为2202亿元人民币，66%来自于中国以外市场。其中运营商市场销售收入1603亿元，占总量的73%，在个人消费者市场销售额484亿元，占22%，在企业业务市场销售收入115亿元，占5%。在世界各地所发布的130个LTE商用网络中，其中64个网络有华为参与。
2018年，华为全球销售收入达7212亿元人民币（约合1070亿美元），创下首次全年营收超过1000亿美元的纪录，也成为中国首家年营收破千亿美元的硬件公司。其中消费者业务营收2018年总收入为3489亿元，首次超过运营商业务的2940亿元。
据中国电子信息行业联合会统计，华为位列中国电子信息百强企业首位。

#### 业绩数据
| 年份   | 銷售收入         | 同比增速（%） | 備註                                                                                         |
| ------ | ---------------- | ------------- | -------------------------------------------------------------------------------------------- |
| 2002年 | 175億人民幣      | －            |                                                                                              |
| 2003年 | 221億人民幣      | 26.286%       |                                                                                              |
| 2004年 | 313億人民幣      | 41.629%       |                                                                                              |
| 2005年 | 453億人民幣      | 44.728%       | 海外合同销售额占比过半，达到58%                                                              |
| 2006年 | 656億人民幣      | 44.812%       |                                                                                              |
| 2007年 | 938億人民幣      | 42.988%       | 蘋果公司的第一代iPhone於2007年中上市。                                                       |
| 2008年 | 1252億人民幣     | 33.476%       | 华为2007年、2008年财报以美元计价，2009年改回以人民币计价，此处人民币计价数据以2009年财报为准 |
| 2009年 | 1490億人民幣     | 19.009%       |                                                                                              |
| 2010年 | 1825億人民幣     | 22.483%       |                                                                                              |
| 2011年 | 2039億人民幣     | 11.726%       |                                                                                              |
| 2012年 | 2202億人民幣     | 7.994%        |                                                                                              |
| 2013年 | 2390億人民幣     | 8.538%        |                                                                                              |
| 2014年 | 2881億人民幣     | 20.544%       |                                                                                              |
| 2015年 | 3950億人民幣     | 37.105%       |                                                                                              |
| 2016年 | 5215億人民幣     | 32.025%       |                                                                                              |
| 2017年 | 6036.21億人民幣  | 15.747%       |                                                                                              |
| 2018年 | 7212億人民幣     | 19.5%         | 当年营业额首次突破1000亿美元。                                                               |
| 2019年 | 8588億人民幣     | 19.079%       |                                                                                              |
| 2020年 | 8914億人民幣     | 3.8%          |                                                                                              |
| 2021年 | 6368亿人民币     | -28.6%        |                                                                                              |
| 2022年 | 6423.38亿人民币  | 0.9%          |                                                                                              |
| 2023年 | 7,041.74亿人民币 | 9.63%         |                                                                                              |
| 2024年 | 8,620.72亿人民币 | 22.42%        |                                                                                              |

#### 市场占有率
自2015年以来，华为的以太网交换机在中国市场一直位列第一，同时位居全球市场份额第二；而企业网路由器产品也在中国市场保持第一。另外，华为的光网络在亚太地区市场占有率也位居第一。
在消费者业务方面，华为自2007年开始，连续成为数据卡全球市占率第一，2010年市占率达46.8%:384。智能手机方面，2010年，华为智能手机出货量仅为500万台，远低于三星和苹果，市场份额极低甚至忽而不计:396。在华为手机运营模式从“B2B”转为“B2C”之后，出货量和市占率也有明显提升:417-418。2018年，华为超越苹果公司，成为仅次于三星电子的全球第二大智能手机制造商，当年出货量2.06亿部，出货量稳居世界第三。根据2019年第一季度第三方公司发布的报告，华为在中国大陆的手机出货量位居首位，为2990万部，同时是2019年一季度出货量中国大陆排名前五的手机厂商中，唯一一家没有下降并且仍处于增长形势的手机厂商。

## 企業標誌与价值观
华为的第一代标志为由15个花瓣组成的太阳花，这15个花瓣代表华为当时成立的15个创始人。2006年5月8日，华为启用第二代企业识别系統。新标志在设计上采用了聚散的模式，标志的八个花瓣由聚拢到散开，花瓣上加入光影元素，寓意着华为发展事业上的兴盛，更加体现华为的“聚焦、创新、稳健、和谐”，继续保持积极进取的精神，也使华为在发展上“更加稳健，更具国际化、职业化”。2018年3月27日，华为对第二代标志进行微调，标志中的花瓣部分去掉了渐变色，统一改为华为标准色华为红，在视觉效果上更加扁平化。此外，标志下方的字体间距更加宽松，之前圆弧形状的“E”字母，也与其它字母开始统一。不过目前华为官网仍使用第2代标志。
1997年，华为正式提出“面向客户是基础，面向未来是方向”的观点，自此以后，华为的发展战略始终围绕“以客户为中心”的思想。2010年，“以客户为中心，以奋斗者为本，长期坚持艰苦奋斗”成为华为的核心价值观:45、48。

## 产品与服务
华为主要提供ICT（信息技术与通信技术）基础设施和智能终端产品和服务。目前有运营商业务、消费者业务和企业业务三大业务，截至2019年6月，全球有超过30亿人使用华为的产品和服务。
- 运营商业务和企业业务：
  - 无线接入：包括GSM、通用移动通讯系统（UMTS）、LTE等基站设备
  - 固定接入：包括传统固网接入（MSAN, DSLAM），光纤宽带接入（FTTx），光分布网络（ODN）和主配线架（MDF）[140]
  - 核心网：次世代网络，3G/4G核心网
  - 传送网：波分复用/光传送网（WDM/OTN）[141][142]、MSTP/Hybrid MSTP产品[143]、微波系统等
  - 数据通信：路由器、交换机等
  - 数字能源产品线[144]
  - 业务与软件：业务交付平台（service delivery platform）、智能网、呼叫中心、网络分析工具等
  - 存储与网络安全：对象存储服务（OBS）[145]，OceanStor 数据存储[146]、网络安全产品[147]
- 消费者业务：
  - 智能手机
  - 笔记本、平板电脑
  - 数据卡、网关、调制解调器、机顶盒等

### 运营商和企业业务

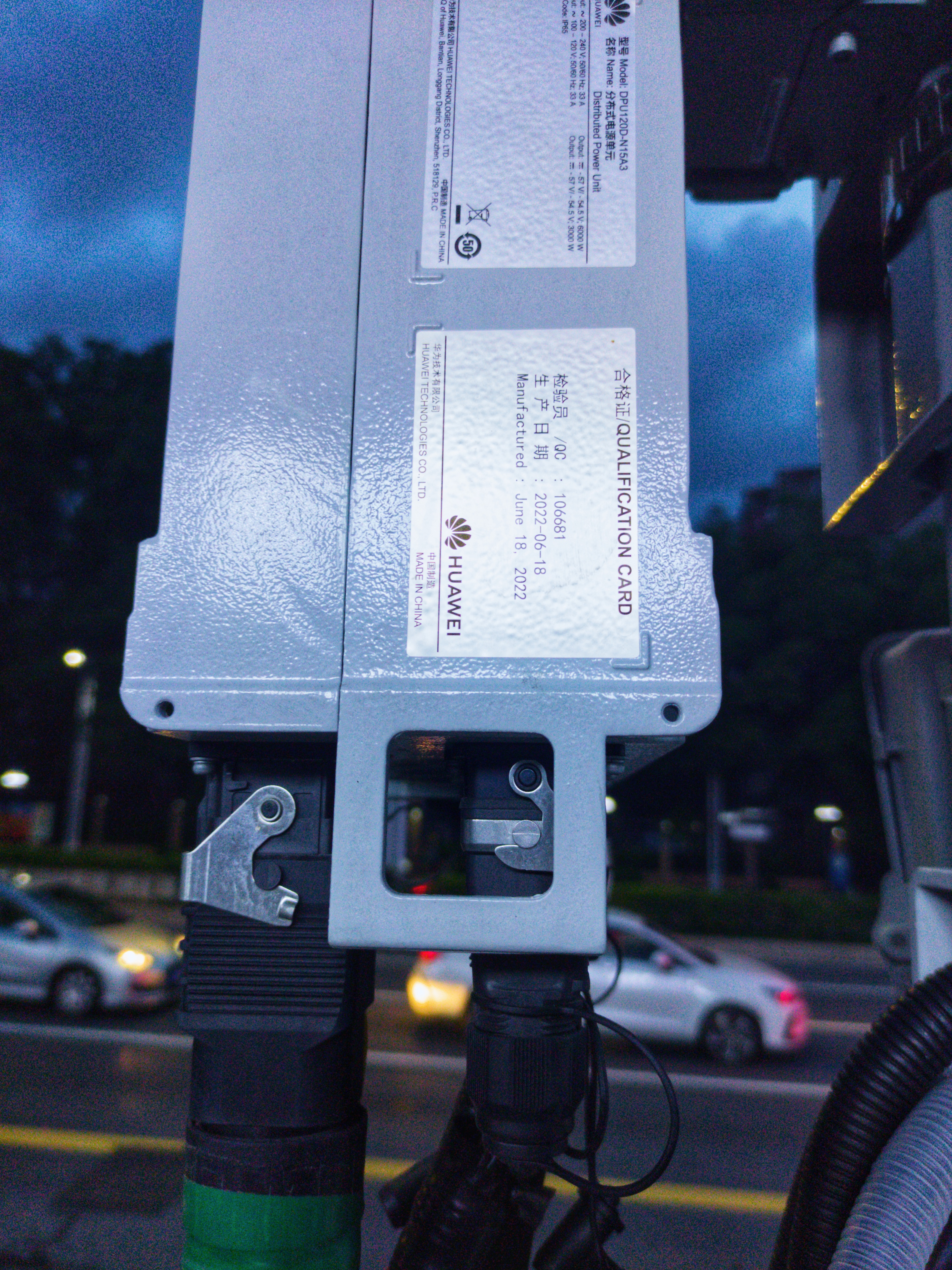

华为的运营商和企业业务涵盖移动、核心网、固定网络、电信增值业务等，产品包括路由器、交换机、光传输等，其中以太网交换机、企业网路由器销量位居前列。近年来，华为推动“智慧城市建设”，利用华为自主研发的技术，为城市提供全栈全场景的AI解决方案，促进城市的数字化转型。2012年，华为产品又涉足安防领域，在公安监控系统、平安城市等均有业务开展。
华为C&C08系列交换机拥有全球最多的销量，上市后即受运营商客户的好评:53、55。

### 消费者业务
华为消费者BG由原有的终端公司、互联网业务部、手机应用商店、云计算终端设计部、海思手机芯片部整合而成，以聚焦手机芯片核心技术、互联网业务深入发展、手机的云计算、应用商店生态链打造、操作系统定制开发为发展方向:410。
2020年11月17日，华为官方正式发表声明，华为正式出售荣耀业务，荣耀业务将被整体交割给深圳市智信新信息技术有限公司，华为不在新荣耀公司中占股。据称该收购案达150亿美元。

#### 手机产品

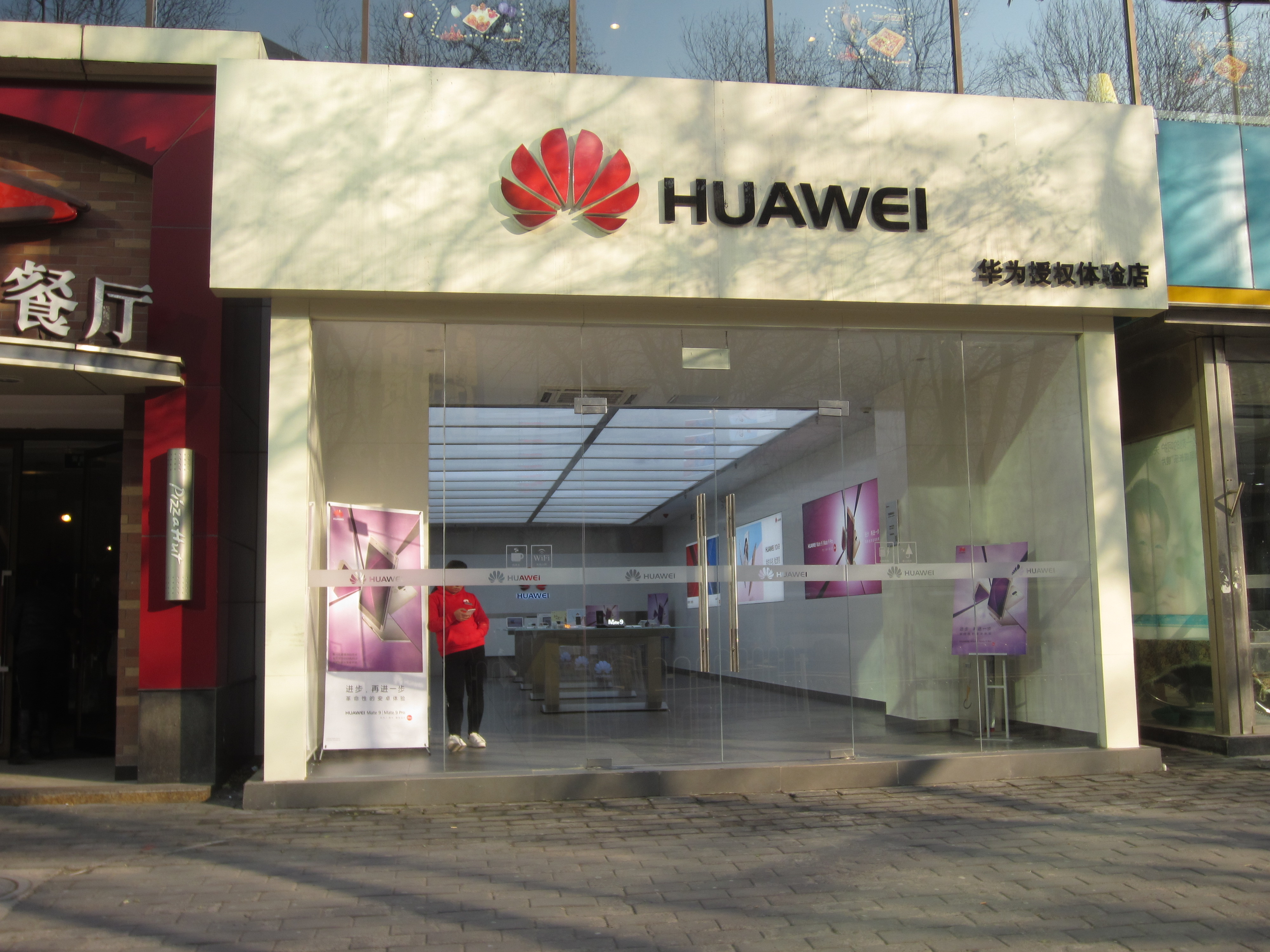
位于北京的一家华为授權店

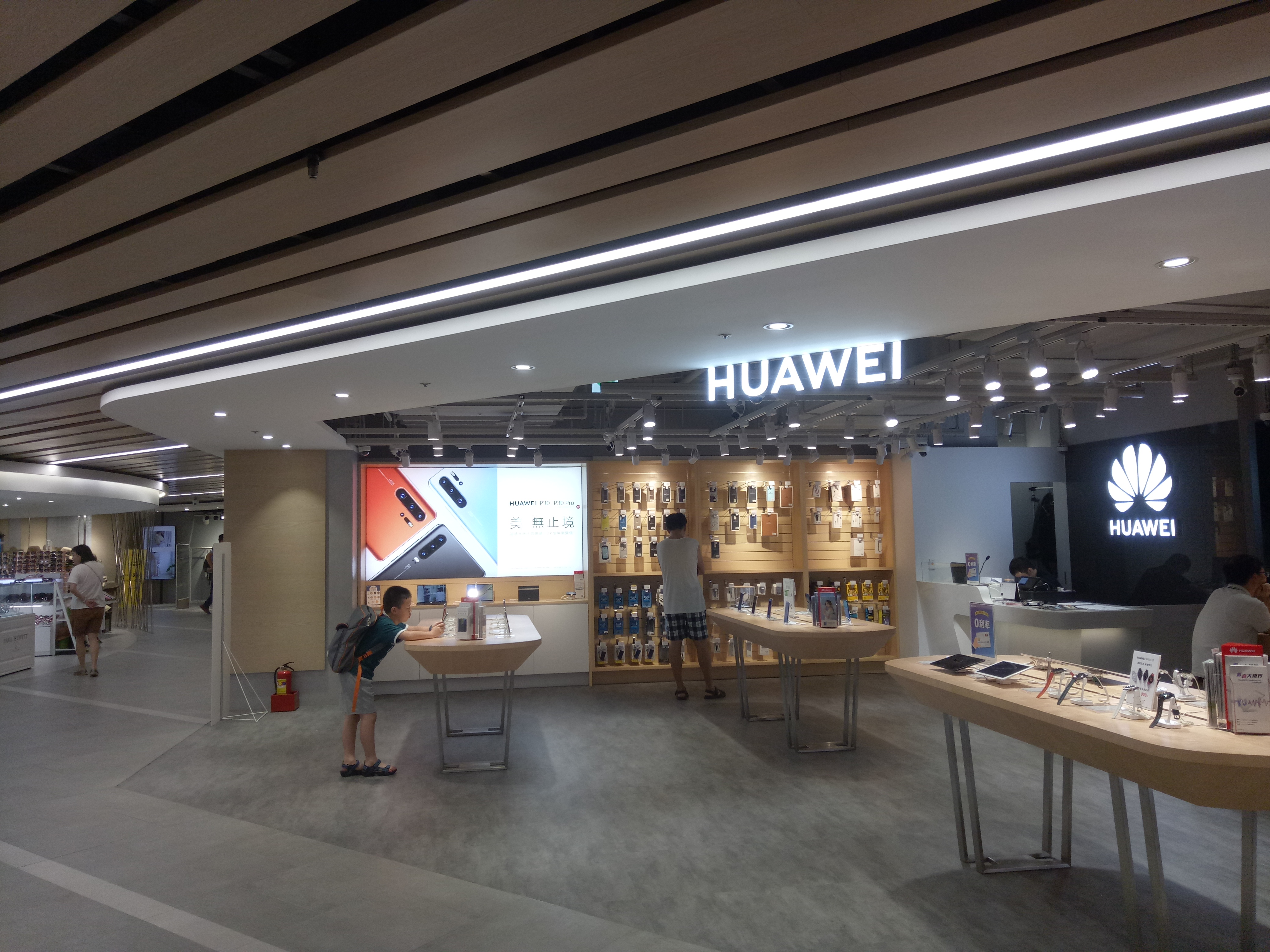
位於台灣桃園一座購物中心內的華為體驗店

华为手机产品的规划始于1997年，当时华为申请研发GSM手机，但遭到任正非的反对:315。2003年11月，华为终端公司成立，正式跨入手机产品领域。由于中国大陆政策限制，当时仅可销售PHS手机:348。2004年，华为在香港发布支持WCDMA的手机U326和U626，翌年进入欧洲主流运营商采购名单:381。2006年2月16日，华为与沃达丰签订全球3G手机战略合作协议，于同年9月发布了V710手机，上市9个月内共售出80万部:388。
2009年2月，华为在世界移动通信大会发布了首款Android智能手机，华为成为中国大陆首个发布Android智能手机的厂商。翌年，华为推出全球首款支持HSPA+的智能手机U8800、全球首款Android 2.2普及型智能手机IDEOS。但当年华为智能手机出货量仅有500万台，与当年拥有4660万部出货量的苹果和三星相差甚远:396。2010年12月3日，华为首席执行官任正非召开座谈会，讨论华为手机转型问题，对终端业务重新定位:401。
2012年起，华为启动“最”字产品战略，以此战略来提高品牌的吸引力。同年1月9日，华为在美国CES发布Ascend P1，其后被《PC World》评选为CES十大热门智能手机之首:415。其后华为在3月18日开设“华为商城”，成为中国首个推出自营网上商城的手机厂商:413。2013年12月16日，华为荣耀从华为品牌独立出来，成为独立运作的品牌。
2014年起，华为手机销售渠道的占比出现变化，其中运营商渠道的占比缩减至20%，社会和电商渠道占比达到80%:413。2015年，华为放弃“Ascend”系列，此后所有新推出的P系列和Mate系列旗舰手机不再带有“Ascend”字样。
2015年12月底，华为智能手机出货量首度突破1亿台，全球市场占有率首度进入世界前三:325。当年华为还与Google合作，推出Nexus 6P。
2019年2月24日，华为推出第一款带有5G网络并可自由折叠的手机Mate X；2019年7月，華為Mate 20 X发布，为中国大陆首款獲發進網許可證的5G手机。
此外，华为也曾生产过Windows Phone手机，但考虑到Windows Phone手机不能获利，华为宣布放弃Windows Phone手机的生产计划。
2023年8月29日，华为发布搭载海思麒麟9000s处理器的Mate 60 Pro手机。

#### 平板和笔记本电脑
华为于2010年推出采用Android系统的平板电脑S7，为华为首次推出的平板电脑产品。2011年6月20日，华为发布全球首款使用Android 3.2系统的平板电脑MediaPad。截至2018年底，华为成为全球第四大平板电脑供货商，仅次于苹果、三星和亚马逊。

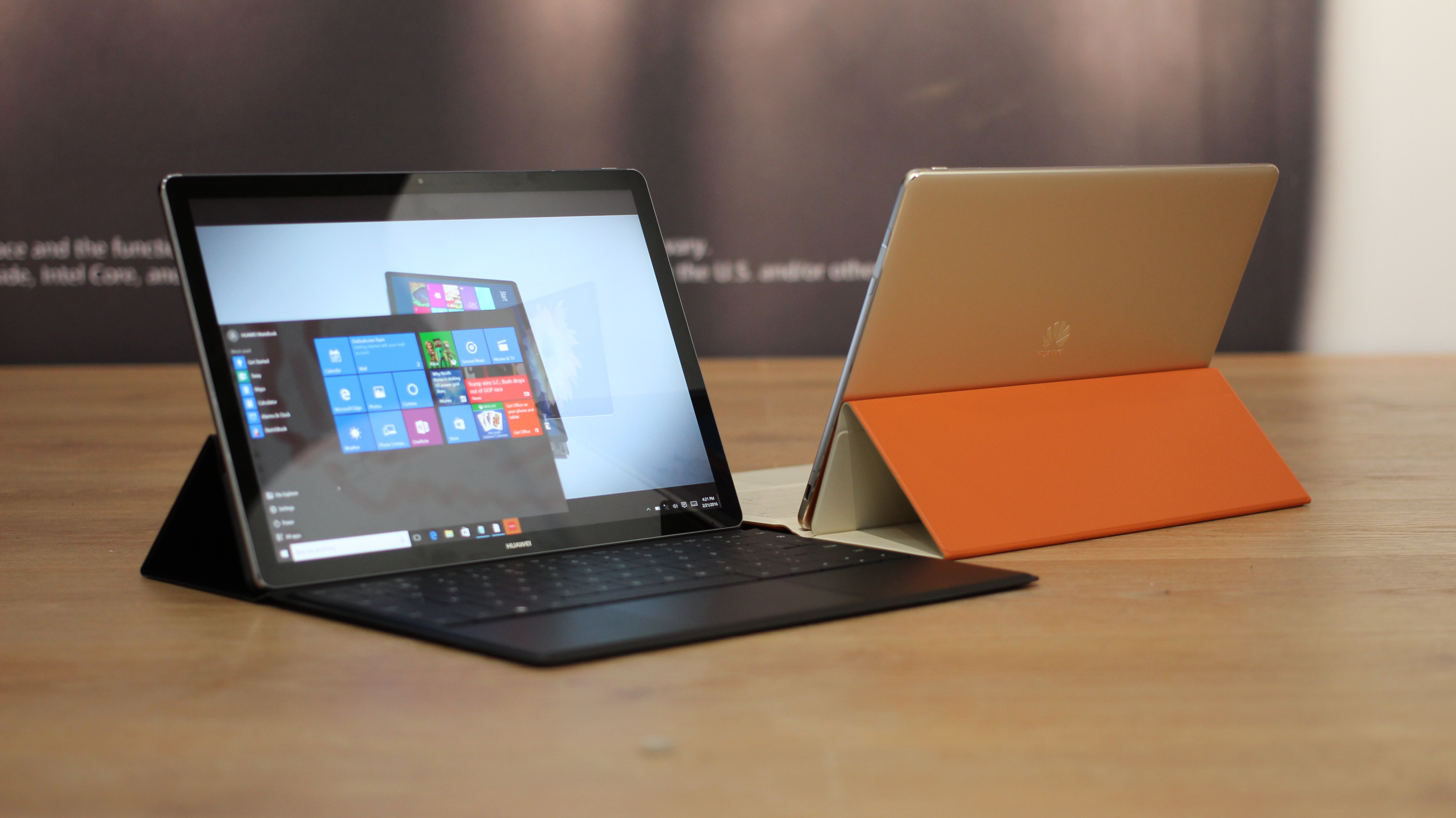
Matebook筆電

华为于2016年进入笔记本电脑市场，先期推出定位中高端的2合1电脑MateBook，2017年推出MateBook E、D、X，2018年又推出全面屏笔记本MateBook X Pro。不过华为的笔记本电脑销售成绩并非很理想。而华为旗下的荣耀品牌也于2018年4月发布荣耀MagicBook。

#### 数据卡

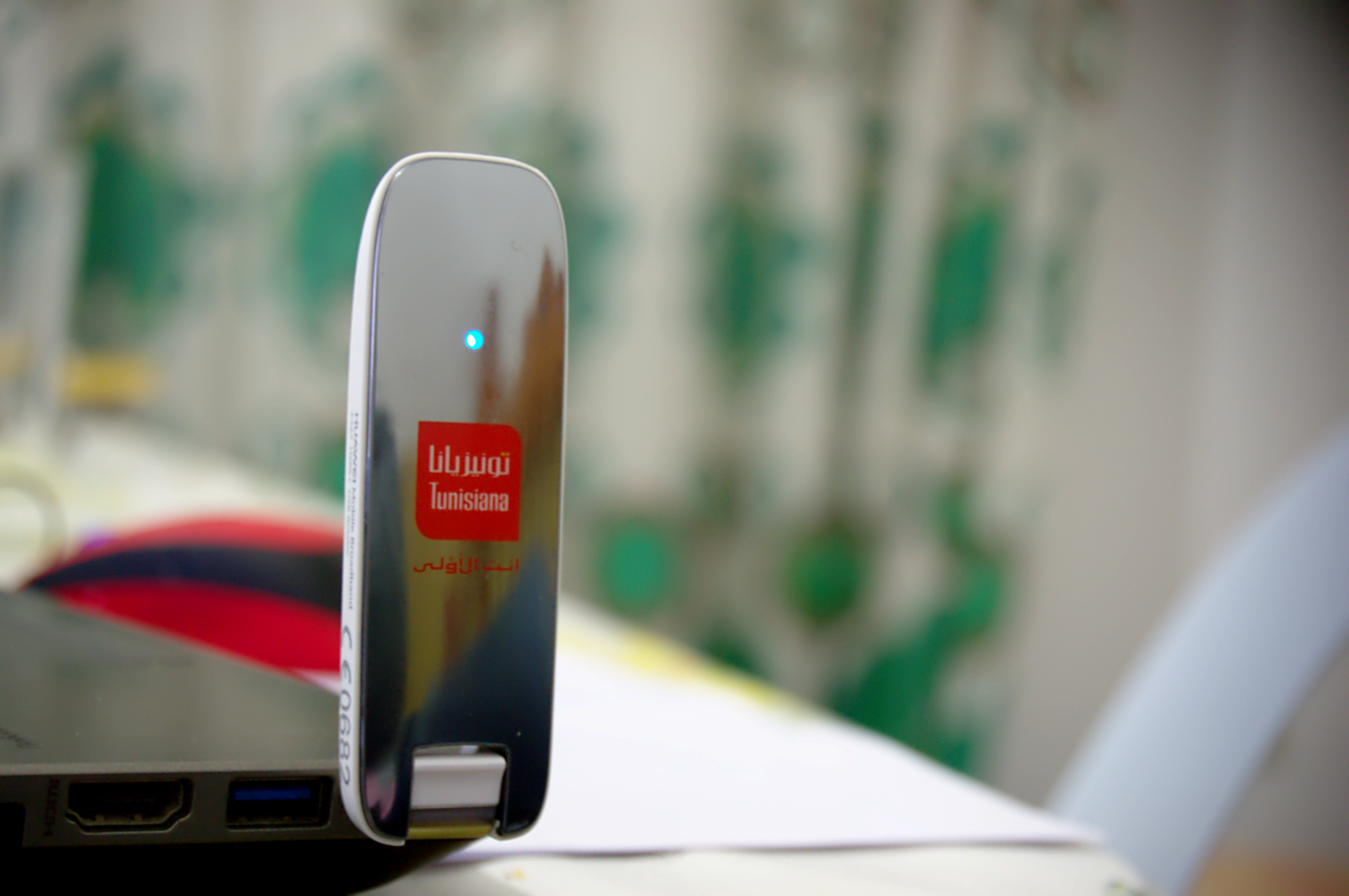
E367手機訊號上網USB模組

2004年12月，华为E600数据卡在香港数码通销售，正式进入无线上网卡市场。2005年，华为共推出近十款数据卡，涵盖多种不同协议。华为的数据卡以“即插即用”为特点，改变过去同类产品需要安装软件才能使用的局面，受到用户的广泛欢迎，当年E220数据卡出货量达到900万部。2007年，华为推出E510数据卡，是全球首款具有移动电视功能的3.5G数据卡，之后华为又推出旋转方式的无线上网卡。2009年推出首款WiFi上网卡E5。自2007年起，华为在数据卡市场一直位居世界第一，2010年获得46.8%的市场份额:381-384。

#### 智能穿戴

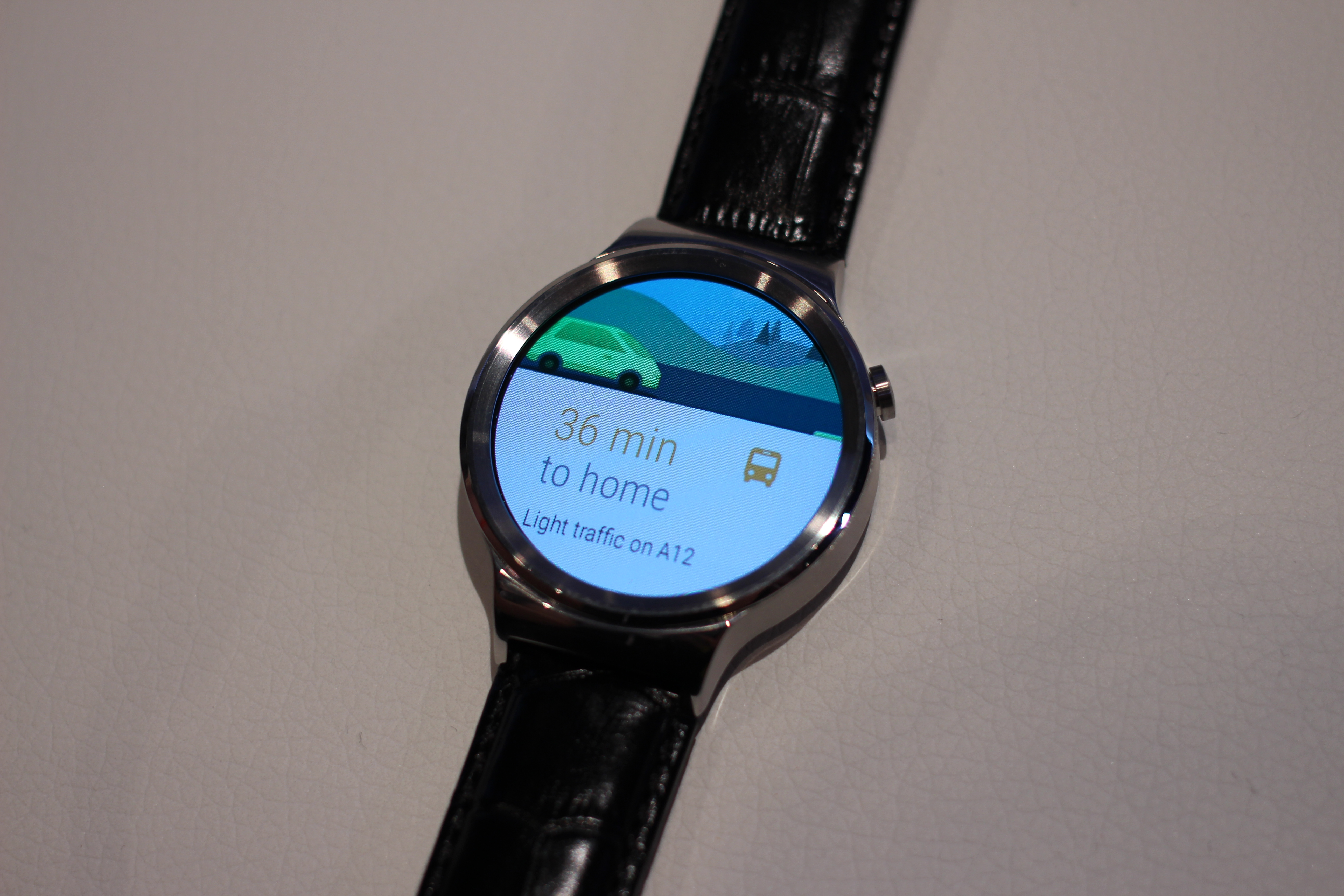
华为手表

2014年，华为发布首款智能手环TalkBand B1，于次年发布首款智能手表华为手表。截至2019年一季度，华为智能穿戴设备出货量位居世界第三，且仍在持续增长。

#### 其他产品
除上述产品外，华为亦研发生产智能家居产品。2019年，华为推出了虚拟现实眼镜，而华为和荣耀两品牌均推出智慧屏（相当于智能电视）。

#### 终端云服务
华为为使用华为终端的用户提供云服务，包括华为云空间、华为智能助手、华为应用市场、华为支付、华为天际通、华为视频、华为音乐、华为阅读、华为主题等。其中华为应用市场于2011年上线，原名“智汇云应用市场”，2014年6月6日更名为华为应用市场，截至2019年7月已在超过170个国家或地区上线，月活跃用户达到3.7亿，累计应用下载达3500亿。截至2018年12月，华为终端云服务用户数突破5亿，其中月活跃用户数达到2.62亿。根据华为的计划，2017年底，华为计划打通全球24个国家和地区的支付业务；到2018年，将会为全球100个国家和地区的用户提供云服务。在美国将华为列入“实体清单”且不再在未来推出的新机型预装Google Play服务后，华为将花费10亿美元用于开发和推广终端云服务。

### 云计算
华为在2008年推出首款桌面云产品，但并未正式进入市场。2010年，华为发布云计算战略，正式进入云计算领域，先期与新疆克拉玛依市达成合作，也成为第一个在克拉玛依云计算产业园落地的企业。2012年华为发布云平台，正式提供公有云服务，上线第一个自建节点。2015年7月30日，华为在北京举办“企业云战略与业务发布会”，正式发布面向中国市场的企业云服务，并对外发布了面向金融、媒资、城市及公共服务、园区、软件开发等多个垂直行业的企业云服务解决方案。目前华为在全球部署了5个云计真研发中心，涉及研发人员超过1000人。近年来华为在云方面加大投入，华为已拥有云操作系统、存储系统、服务器、软件定义网络、安全等云技术和解决方案，并借助三级节点布局，为用户提供优质的云服务。华为企业云平台采用一个架构支持私有云和公有云，具备开放的云架构，便于客户无缝部署。目前，华为企业云提供企业云、城市云、媒资云、园区云、软件开发云等多个解决方案:100-102。

### 芯片
早在1991年，华为建立了集成电路设计中心，开始进行芯片的研发。1993年，华为成立了专门负责专用集成电路芯片技术的研发团队，即器件室。1995年中央研究部成立后，升级为基础研究部。中研部成立三年内，华为即拥有300名芯片设计师，成为当时中国最大的芯片设计公司。2004年，因独立运作需要，华为正式组建海思半导体公司，开始对外销售芯片:245-246。
1993年年底，华为成功地制造出第一款芯片，为用于交换机C&C08交换机的ASIC芯片。至1994年，华为设计了30多个芯片，其中设计复杂的芯片在设计中设有1000多万只晶体管，每片可完成32000个通话。1994年正式在华为各型号的交换机上应用。相对于早前华为使用境外某公司生产的芯片，华为研制的芯片可在电信网上得到良好的运行效果。其后，华为的新产品线如ATM、路由器、无线产品线也使用华为自家芯片，使产品更具有竞争力:245-247。目前华为的芯片产品涵盖网络芯片、数据通信芯片、接入语音芯片、路由器芯片、交换机芯片、安防芯片、机顶盒芯片、车载模块芯片、手机芯片等:249-250。
华为于2008年进入手机芯片研发领域，每款芯片均采用ARM架构，在2013年获得ARM架构授权。自麒麟910芯片开始，华为即在自家芯片搭载Balong基带，加上华为自主研发的MSA技术和射频天线技术，可让手机在车库、地下室等处接收更强的信号和通话质量，辐射量也较其他手机更低，且能支持更广泛的全球漫游:251-253，亦有伪基站的防御能力。由于麒麟芯片以芯片级安全模式存储指纹加密信息，具有芯片级保护措施和算法优化，因而搭载麒麟芯片的手机，指纹解锁较其他品牌机型更快:265。
2019年1月，华为发布专为服务器设计的“鲲鹏920”计算芯片，采用优化的分支预测算法、增加的OP运算打算和改进的内存子系统架构。同年8月，华为自研的AI芯片昇腾910正式发布。
华为仅负责设计芯片，生产加工则由美国、香港、台湾的芯片生产商负责，且成本较其他厂商要低，每片成本仅15美元以下:245。

### 软件
1992年华为研发具有自主知识产权的程控交换机时，使用的操作系统是在DOS和HighC基础上发展起来的。其后至1998年，华为C&C08的操作系统均采用华为自主研发的操作系统。1998年起，华为推出路由器操作系统VRP，至2012年发展到VRP8.0，在高性能、虚拟化、特性丰富度、电信级可靠性等方面都进行了设计，超越了思科IOS系统:265-266、269。
2012年，华为中央软件院欧拉实验室成立华为手机终端操作系统开发部，自此华为开始了自主研发手机操作系统的规划。同年，华为启动软件开源策略，成立开源软件能力中心:269、271。华为自2012年开始规划操作系统鸿蒙的研发，2019年8月9日正式发布。此外，华为还推出了基于Android研发的设备固件Emotion UI（后称EMUI）。2022年初，華為自研编程语言「仓颉」开启内测。

### 主要技术

#### 移动通信相关技术
华为公司自1995年开始关注国际3G技术的发展，但出于对3C技术走势的判断，华为仅选择了WCDMA技术方向，而对于CDMA2000和TD-SCDMA标准，华为起初处于技术研究阶段:95。1998年，华为开始研发WCDMA商业系统，2002年参与香港SUNDAY招标，同年第四季度实现规模供货。到2004年，华为已经拥有包括GSM、WCDMA、CDMA2000和TD-SCDMA的全面解决方案，也先后成为3GPP、3GPP2、国际电信联盟的成员，成为全球3G市场上的重要参与者:96-98。
在4G技术方面，华为是全球少数能提供LTE TDD和LTE FDD全方位解决方案的公司之一，拥有全球最多LTE/LTE-Advanced标准专利，在网络、终端、终端芯片三方面均行业领先。
而在5G技术方面，华为一直以来是全球5G技术的重要参与者，自2009年开始累积投入超过6亿美元加强5G技术的研究与创新。同时，华为也是IMT-2020(5G)推进组的核心成员，并积极参与中国IMT-2020(5G)推进组的测试工作。2016年11月17日，國際無線標準化機構3GPP第87次會議在美國拉斯維加斯召開討論5G標準，短碼方案由華為極化碼勝出。目前，华为提供全场景（增强移动宽带、超高可靠超低时延通信、大连接物联网）、端到端的5G解决方案和5G全生命周期服务能力，其中包括极简站点、综合承载、云化核心网、极简运维等，且测试场景更具全面，速度更快。在100MHz带宽下，单小区下行峰值超过14.5Gbps。华为5G基站以体积小、集成度更高、安装更简易为特色，是4G基站能力的20倍。同时具备一横杆建站、5G全频谱等特性。华为5G基站使用天罡芯片，以多频段、多制式在内的极简5G构成；华为的5G终端芯片为单芯片多模的能力，能够提供从2G到5G的支持，同时支持NSA和SA架构。截至2019年，华为在全球签订30多个5G商用合同，发货4万多个5G基站，持有2570多项5G专利，核心标准提案数3045个。至2020年2月，华为获得91个5G商用合同，其中47个来自欧洲地区。
此外，华为亦自2019年开始探討6G技術與標準研究。

#### 人工智能相关技术
华为近年亦开始对人工智能领域进行研究。基于昇腾和鲲鹏芯片系列产品，华为推出了人工智能训练集群Atlas 900、人工智能训练服务器Atlas 800、智能小站Atlas 500、人工智能推理与训练卡Atlas 300和人工智能加速模块Atlas 200。2018年10月10日，华为在上海举行的全联接大会发布华为AI战略与全栈全场景AI解决方案，未来将以全场景的产品和服务实现普惠AI。

#### 智能手机相关技术

##### GPU Turbo
2018年4月份公佈的GPU Turbo技術，事前由市場行銷總監打出標語「嚇人的技術」做行銷口號，上海的CES Asia展場上公布細節，GPU Turbo可以提升手機遊戲運作表現 60％、提高運行時的 fps、加入HDR運算，但同時只用到以往30％功耗，與之前業界猜測的超頻似乎有顯著不同，成長幅度遠超出超頻概念，且超頻無法讓功耗下降。重點在於GPU Turbo完全是一種軟體升級更新就達成的效果，所以除了當年最新的麒麟970處理器系列手機外，960、659等稍舊款手機和M5平板也能使用該技術。但限制方面在GPU Turbo只對於特定優化列表上的遊戲有效。

##### 方舟编译器
华为在2019年4月的P30中国区发布后上发布了“方舟編譯器”，是为支持多种编程语言、多种芯片平台的联合编译、运行而设计的统一编程平台，包含编译器、工具链、运行时等关键部件，可以实现Android的底層優化架構。据介绍，当系統組件應用華為方舟編譯器後，系統操作流暢度提升24%，系統響應性能提升44%。2019年8月31日，方舟編譯器正式开源,但未马上上线官网。。
随着华为EMUI10的发布，方舟编译器正式投入使用，可以在官网下载源代码包与二进制包。

##### 其他技术
除上述技术外，华为已经开始布局下一代智能手机的关键技术，如感测器、情景智能、物联网、生物和物品辨识、虚拟现实、扩增实境以及3D扫描，2016年起投入研发兼顾沉浸式体验、能源创新、隐私安全等技术:419。

## 爭議
在海外，华为一直被质疑创办人原身份和解放军背景，2012年澳大利亚时拒绝华为投标当地的全国宽带网设备项目，其中一个原因就是疑虑华为的“军方背景”。任正非在2015年首次公开演讲，接受BBC主播的对话，未有指明公司性质，不过肯定公司是拥护中国共产党和热爱祖国。而公司有推崇「狼性文化」，在給與員工超高待遇同時施以高壓管理，過往曾有多位員工自殺，飽受外界質疑。有指华为未有因应职场变化改变旧有的工作环境和管理等，认为管理层应该重视多与员工接触，改善工作环境释放员工压力。

### 美国制裁
美国政府2018年起的网络安全指控称中华人民共和国政府可以通过华为的基础设施设备实现监控，还指控华为软件和设备与维吾尔人和新疆拘禁营的大规模监视有关。特别是随着5G无线网络中国积极推动发展，美国一直呼吁阻止华为或中兴通讯使用美国或其盟国的零件，此成為中美貿易戰中一個備受關注的發展。
美国于2020年5月实施出口管制措施，于同年8月进一步收紧，切断应用美国技术的半导体公司供应华为。但制裁正式实施前华为已积累大量芯片，可能足够基础设施业务使用两年。2020年10月开始，媒体报道华为开始投资中国国内半导体行业，并开始研究将在海成设立不使用美国技术的芯片厂，以确保在美国制裁下的业务可持续发展。报道称，华为的合作伙伴是上海国企华虹集团，可能采用多家中国供应商的设备，如中微公司（AMEC）和北方华创（Naura）等。
華為受到美國制裁的同時，也造成多家美國以外供應鏈受到打擊，受害者包含索尼、大立光等，紛紛調整生產计划，原因就是突然失去華為業務。

### 劳动保障
从2006年开始，华为就多次出现员工非正常死亡事件。有内部员工指，雇员因为长期加班等高负荷工作，频繁出现腰部、颈椎等问题甚至白头发。有指华为未有因应职场变化改变旧有的工作环境和管理等，认为管理层应该重视多与员工接触，改善工作环境释放员工压力。
在2007年尾《劳动合同法》实施前夕，华为公司将5100名员工“先辞职再竞岗”，整个变动共计会有超过7000名工作超过8年的员工受影响，此被外界普遍认为是为了规避新法而做，而华为内部人士表示这是为了企业的活力。该事引起全国总工会、广东省总工会和深圳市总工会的高度关注，后华为中止有关计划，并筹备职工代表大会重新审议直接涉及员工利益的暂行规定。而提高工作的效率和部门效益，华为实行“末位淘汰制”，被指受到相当程度员工的诟病，因为末位淘汰设有5％的硬性指标，公司内部一些部门会利用公司规则漏洞淘汰一些根基不深的员工，而这种辞退没有任何补偿。2019年1月18日，任正非连续签署新年006号、007号总裁办电邮，表示公司的18万员工的工资薪酬、股票分红等负担超过300亿美金，认为面对严峻的经济前景，需要裁减和放弃一部分职位，声言“要放弃一部分平庸的员工”以减低人力成本。

### 两岸政见
2016年1月，台湾统派艺人黄安举报台湾旅韩艺人、TWICE成员周子瑜因2015年底在韩国综艺节目中手拿中华民国国旗挥舞是“台独”行为。在此之前，周子瑜在韩国代言了华为Y6手机。之后1月11日华为官方论坛“华为花粉俱乐部”回应称邀周子瑜代言是韩国运营商LG U+决定的，已与LG U+沟通，全面停止了与周子瑜及其经纪公司的合作。2016年1月16日LG U+澄清，尽管争议，周子瑜与该公司的合同仍然有效。而有中国大陆网友前往张晓云的微博表示抗议抵制华为手机。
2019年，大陸網友在微博發文表示部分華為手機以及榮耀系列，在使用者選擇「繁體中文」時，原本「簡體中文」介面的台北（中國），變成了台北（台灣），引發中國大陸網民群起抗議，但微博的流量很快被限制。近年來中國日漸增多的海外留學生，對於外國公司將台灣與大陸分別表示憤慨，發覺之後立即號召上社群網路迫使公司道歉。此互聯網台獨反而在陸企十分常見，除華為外不乏有許多公司為開拓華人市場，在海外區別操作台灣業務，或者繁體網站不出現“中國台灣”字樣，並將台灣列為境外國家的服務的做法等十分普遍。
随后，有台湾网友翻出华为在台湾的Facebook粉丝团于2012年10月双十节，贴出中华民国国旗照片并附上“中华民国台湾。生日快乐！”，随即引发争议。对此，台湾华为代理商讯崴表示不予置评。

### 地图争议
2020年2月24日，华为在西班牙举行了一场线上发布会，发布其新的手机、路由器、平板电脑、移动服务等产品。在介绍华为移动服务（HMS）的4个数据中心时，华为使用了没有藏南、阿克赛钦、钓鱼岛等地区的中华人民共和国地图代表其中国数据中心；华为在新浪微博中也发布了带有相关地图的微博。在中国大陆网友的指责中，华为删除了相关微博，但并未就此事发表声明或给予回应。

### 单反相机拍照
2020年，华为通过微博发布一段名为“华为主题新影像社区”的宣传视频，鼓励用户参与其官方举办的影像比赛。视频发布后，有网友发现部分画面所使用的照片并非由华为手机拍摄，而是使用数码单反相机（DSLR）所拍。随后，华为在微博发布致歉声明，表示该问题系制作过程中的疏忽所致，并更新了相关视频，移除其中标注为“由华为手机拍摄”的画面。

### 员工压榨
2018年12月16日到2019年8月23日发生于中国大陆的一桩未有检控的刑事案件。原华为技术有限公司的员工李洪元在离职后，被华为以职务侵占（先被改为泄露商业机密，后再被改为敲诈勒索）为由向警方举报而被羁押251日，因证据不足而获检察院不起诉处分并释放。
事后华为表示如果李洪元认为他的权益受到了损害，支持他维权。

### 停止解锁引導程序（Bootloader）
2018年5月24日，华为关闭了Bootloader解锁通道，华为决定对所有2018年5月24日后新上市产品停止获取Bootloader解锁码服务，已经上市产品自公告发布之日起60天后停止获取Bootloader解锁码服务，导致华为全系未解锁的机型均无法解锁，这对使用华为手机的安卓开发者无疑是一个重大的打击，因为解锁Bootloader后才能进行获取root权限和刷机等操作。

### 瑞典5G電信設備限制令
瑞典基於瑞典國家安全局的電信基礎設備安全顧慮對华为提出電信設備限制令，禁止华为參與瑞典國內5G電信設備競標，禁令還包括2025年以前移除所有華為通信設備，中國電信設備工作人員也需要全數離開操作現有職位，此項禁令遭到中國外交部對易利信可能失去中國市場的報復警告。

### 爱国营销和高价低配
华为经常被批评为涉嫌爱国营销，有人认为华为长期利用民族主义和爱国主义等宏大叙事，把爱国与品牌和产品捆绑。买华为成为了一种爱国的象征。但是华为的产品往往没有性价比，而且什么价位的产品都有。另外华为还有智选机，被称为华为智选（比如鼎桥) 有人用华为智选系列来调侃华为消费者是被智商筛选过的人。
典型的例子如Nova11se，畅享70系列，Nova12系列，nova13系列，mate60系列，MateX5等机型，配置均落后于其它品牌的手机，尤其是处理器性能和指纹解锁配置。 （页面存档备份，存于）  （页面存档备份，存于）

## 相关列表
- 華為智能手機型號列表

## 延伸閱讀
- "Huawei probed for security, espionage risk", 60 Minutes, Sunday, 7 October 2012. An investigative report on Huawei by Steve Kroft.
- U.S. panel cites risks in Chinese Equipment（页面存档备份，存于） 9 October 2012 New York Times

## 外部連結
- 官方网站
  - 華為全球（页面存档备份，存于）
  - 華為中國（页面存档备份，存于）
  - 華為台灣（页面存档备份，存于）
  - 華為香港（页面存档备份，存于）
- 华为的新浪微博
- 华为的Facebook專頁
- 华为的Instagram帳戶
- 华为的X（前Twitter）
- YouTube上的Huawei頻道